# Personaggi di Tekken

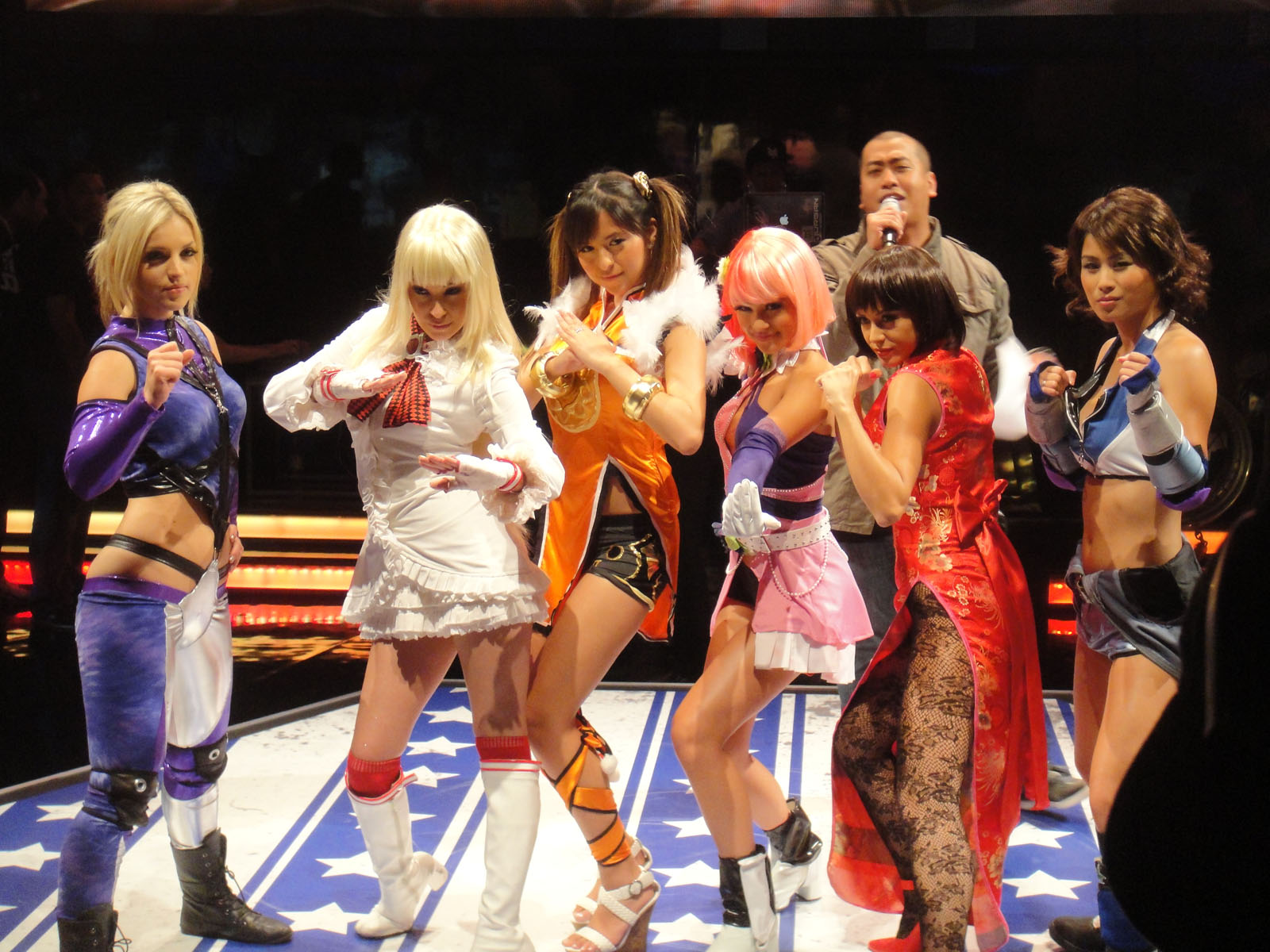
Cosplayer di Nina, Lili, Xiaoyu, Alisa, Anna ed Asuka all'E3 2012.

Questa voce raggruppa tutti i personaggi della serie di videogiochi Tekken. Tutti i personaggi sono ideati e sviluppati dalla Namco, a meno che specificato diversamente.

## Personaggi

### Armor King I
Armor King (アーマー・キング?, Āmā Kingu) è l'acerrimo rivale del primo King, ma, successivamente, divennero molto amici. Non si conoscono i motivi per la partecipazione di Armor King a Tekken ma si sa che è stato battuto da King.
Qualche anno dopo trovò King, che si diede all'alcolismo dopo aver riscontrato diversi problemi finanziari legati all'orfanotrofio, e gli restituì la maschera incitandolo a partecipare a Tekken 2 per guadagnare i soldi necessari per risolvere i suoi debiti. Proprio in questo torneo, Armor King avrà la sua rivincita. In quei tempi gli fu anche diagnosticato una malattia cardiaca, che lo portò addirittura a vomitare sangue poco prima di un incontro.
Poco prima dell'inizio di Tekken 3, King fu ucciso da Ogre, il Dio della lotta; allora ad Armor King giunse notizia che un'altra persona stava lottando con una maschera di giaguaro uguale a quella di King, un ex bambino dell'orfanotrofio, che però otteneva scarsi risultati negli incontri. Armor King quindi decise di allenarlo lui stesso, facendolo diventare un wrestler all'altezza del suo predecessore: King II.
Due anni più tardi, Armor King, già indebolito a causa della sua malattia, muore in una rissa da bar per mano di Craig Marduk poco prima dell'inizio di Tekken 4. In Tekken 5 Dark Resurrection riappare, ma si scopre che in realtà è suo fratello minore, intenzionato a dare la caccia a Marduk per vendicare il fratello a tutti i costi.
È inoltre il motivo principale della partecipazione di King e Marduk a Street Fighter X Tekken, dove viene mostrato solo come ologramma, emesso da Pandora per attirare l'attenzione dei due lottatori. King, tuttavia, capisce l'inganno e getterà via la scatola con l'aiuto di Marduk.
Armor King fa parte di una tribù messicana che detiene le maschere del Giaguaro, due delle quali sono indossate proprio da King e Armor King. Sin da quando ha lasciato la sua tribù del Giaguaro, l'occhio sinistro della maschera di Armor King è stato colorato di rosso. Si vocifera tuttavia che sia invece stato il primo King a causare accidentalmente la ferita all'occhio. Prima della sua morte formava una stable con il fratello minore, attiva nel mondo del Pro Wrestling, sport nel quale si rivelava essere un grande esperto.

### Devil
Devil (デビル?, Debiru), conosciuto anche sotto il nome di Devil Kazuya (デビルカズヤ?, Debiru Kazuya), è un demone entrato nel corpo di Kazuya Mishima dopo essere stato buttato giù da un dirupo da suo padre, Heihachi. Devil e Kazuya stringono allora un patto: Devil lo avrebbe aiutato a uccidere Heihachi e Kazuya gli avrebbe donato la sua anima. Ma Devil deve scontrarsi con il lato buono di Kazuya, Angel, che in Tekken 2 tenterà di opporsi a Devil grazie anche all'aiuto di Jun Kazama. Successivamente si fonderà con Kazuya, dando vita a "Devil Kazuya". È doppiato in giapponese da Jouji Nakata in Tekken, Tekken 2 e Tekken Tag Tournament, da Kazuhiro Yamaji in Tekken - The Animation e Masanori Shinohara da Tekken 4 in poi e in italiano da Massimo De Ambrosis in Tekken - The Animation.

### Ganryu
Ganryu (巌竜?, Ganryū) fa il suo esordio nel primo capitolo della serie.
In Tekken Ganryu era un grande lottatore di sumo, ma fu espulso per il suo stile disonesto. Decide di prendere parte al Tekken 1 per conquistare il cuore di Michelle Chang. Nel primo torneo Ganryu viene sconfitto da Yoshimitsu che lo deruba delle sue ricchezze. Partecipa al 2º torneo come bodyguard di Kazuya Mishima. Dopo il 2º torneo Ganryu provò a dichiararsi a Michelle Chang, la giovane non ricambiò i suoi sentimenti e se ne andò per la sua strada. Ganryu si ritirò alle Hawaii e aprì un dojo balneare di sumo. Un giorno in televisione vide il 4º torneo di Tekken e notò una ragazza che assomigliava molto a Michelle Chang, la sua vecchia fiamma, e se ne innamorò perdutamente. Scopre più tardi che la ragazza sta cercando un disco con i dati relativi al riforestamento ambientale; questi dati sono stati sequestrati dalla Mishima Zaibatsu. Ganryu, a 55 anni, decide quindi di iscriversi al quinto torneo per trovare i dati, consegnarli a Julia e chiederla in sposa.
Ganryu vince il torneo e recupera i dati, decide di consegnarli a Julia, quest'ultima li prende ringraziandolo e subito dopo Ganryu estrae dal suo mawashi un anello e confessa a Julia di amarla, ma quando apre gli occhi Julia è sparita. Decide quindi di tornare alle Hawaii dove apre un ristorante chiamato Chanko Paradise; ma gli affari non andranno molto bene, decide quindi di partecipare al 6º torneo del pugno di ferro per farsi pubblicità.
Ganryu, dopo aver sconfitto Azazel, scopre che al suo interno c'è uno strano globo. Dopo averlo afferrato, l'energia oscura entra dentro Ganryu e lo trasforma in una specie di "Devil Ganryu"; Ganryu dopo aver scoperto questa immensa forza, cerca di volare con le sue ali, ma siccome è troppo pesante non ci riesce.
È doppiato in giapponese da Banjō Ginga in Tekken, da Takashi Nagasako in Tekken 2, Tekken - The Animation e Tekken Tag Tournament e da Hidenari Ugaki da Tekken 5 in poi e in italiano da Stefano Billi in Tekken: Blood Vengeance.

### Kuma I
Kuma I è un orso trovato da Heihachi Mishima in una foresta giapponese. Una volta preso in affidamento, Heihachi insegnò all'animale la lotta e lo fece diventare intelligente, trasformandolo nel suo bodyguard. Nel primo torneo Tekken, Kuma partecipa ma viene sconfitto da Paul Phoenix, deludendo se stesso e il suo padrone Heihachi. Kuma decide così di intensificare gli allenamenti, in modo da potersi rifare nel secondo Tekken. Alcuni mesi dopo la fine del secondo Tekken, Kuma muore di vecchiaia, ma ha comunque un figlio che Heihachi chiamerà Kuma ancora una volta. Appare esclusivamente in Tekken e Tekken 2.

### Kunimitsu
Kunimitsu (州光?) è una giovane donna e copre il viso con una maschera bianca da volpe (oni nel primo capitolo). Combatte con un pugnale secondo il "ninjutsu stile Manji", usato anche da Yoshimitsu. I suoi movimenti sono agili e a discretamente potenti, ma non sono stati ulteriormente migliorati, essendo apparsa solo nei primi 2 capitoli e in Tekken Tag Tournament 1 e 2.
In Tekken Kunimitsu è un membro del Clan Manji, e come tale abbandonò la sua identità per rimanere nell'anonimato. Restò nel gruppo per pochi mesi, quando decide di rubare i fondi del Clan e fuggire via. Si iscrive al The King of Iron Fist Tournament, per rubare un tesoro a Michelle Chang.
Sub-boss di Kunimitsu è Michelle Chang. Kunimitsu è sub-boss di stage 8 Michelle Chang.
Dopo essere stata sconfitta da Michelle Chang nel primo torneo Kunimitsu tornò sulle montagne da suo nonno, ed egli le svelò che la spada posseduta dall'attuale capo del Clan Manji, Yoshimitsu, fu posseduta anche dal fondatore dello stesso clan. Infatti, quando il capo del Clan Manji invecchia viene sacrificato e la spada viene donata al suo successore; per questo essa ha un valore inimmaginabile. Kunimitsu venne a sapere che suo nonno spese molti anni della sua vita perché riuscisse a forgiare una copia della spada, ma invano, poiché sarebbe dovuta servire la spada originale per farlo. Kunimitsu si iscrisse al The King of Iron Fist Tournament 2, per affrontare Yoshimitsu in duello e rubargli la spada, salvando così la sua reputazione.
Sub-boss di Kunimitsu è Yoshimitsu. Kunimitsu è sub-boss di stage 8 di Yoshimitsu.
Kunimitsu sparisce dopo la fine di Tekken 2, di lei non si saprà più nulla e non la si rivedrà nel successivo The King of Iron Fist Tournament 3. Kunimitsu apparirà solo nei capitoli di Tekken Tag Tournament e Tekken Tag Tournament 2, il fatto che lei a appaia solo in questi 2 capitoli c'è una motivazione che e la seguente: i fan chiesero ad Harada di rimetterla di nuovo, il motivo della sua "scomparsa" è dovuto al fatto che Kunimitsu non ebbe tanti fan e tanto successo. 
Kunimitsu appare come guest star anche nello stage dei Mishima in Street Fighter X Tekken. Dal 9 agosto 2013, Kunimitsu insieme a Devil Jin sono diventati personaggi giocabili in Tekken Revolution, nel sondaggio ufficiale da Namco, Kunimitsu è attualmente classificato come l'ottavo personaggio di Tekken ad essere il più richiesto come personaggio giocabile in Tekken X Street Fighter, avuto fino adesso solo il 10,97% dei voti. Dopo anni di assenza, sua figlia è apparsa come personaggio giocabile tramite DLC in Tekken 7.
È doppiata in giapponese da Katsuhiro Harada in Tekken, Shiho Kikuchi in Tekken 2 e Tekken Tag Tournament e da Hōko Kuwashima in Tekken Tag Tournament 2.

### Nina Williams
Nina è probabilmente il personaggio femminile più noto della serie Tekken ed è l'unica donna ad essere presente in tutti gli episodi del gioco.
È palesemente ispirata al personaggio di Nikita nel famoso film di Luc Besson. Questa ispirazione è accentuata dal nome in codice della protagonista nel remake statunitense del film Nome in codice: Nina.
Nata nel 1964, fin dall'infanzia è stata istruita dal padre Richard insieme alla sorella Anna nelle arti marziali in stile Aikido, disciplina praticata da Heather Williams, la madre delle bambine.
Dopo la morte della donna, il padre, mercenario per conto del suo paese, porta spesso Nina e Anna con sé nei suoi spostamenti di lavoro, finché un giorno l'aereo militare su cui viaggiano precipita tra le nevi di una montagna. Alcuni soldati rimasti in vita decidono di mettersi in marcia per sopravvivere, impedendo al compagno Richard Williams di portare con sé le figlie, terrorizzate dall'accaduto, poiché avrebbero causato un rallentamento. Cercando di difenderle dai soldati che le allontanano dal padre, tra il mercenario e gli uomini in divisa scoppia una rissa che in breve si tramuta in uno scontro armato. Nel momento in cui Richard si trova in difficoltà Nina, impietrita davanti al padre atterrato, non riesce a passargli un mitragliatore incustodito, causando la morte del padre. Anna, poco più lontana, nel silenzio ormai calato intorno a loro due, s'avvicina alla sorella maggiore in lacrime e le afferra le mani in segno di solidarietà e affetto.
Sarà uno degli ultimi gesti di cuore scambiati tra di loro, perché da lì in poi (non si sa come siano scampate al gelo della montagna) diventeranno sempre più nemiche, accusandosi a vicenda della morte del padre e su chi delle due fosse la preferita.
Le loro strade si divideranno nell'adolescenza, Anna continuerà gli studi mentre Nina, espulsa dal suo istituto, inizierà a vivere come assassina grazie alle doti marziali acquisite da piccola.

### Prototype Jack
Prototype Jack, abbreviato anche P. Jack, è un prototipo creato dal Dr. Boskonovitch prima di Jack. Anche se necessita di benzina per funzionare, è abbastanza potente. Fu iscritto al primo "Torneo del Pugno Di Ferro" giacché Jack, dopo essere fuggito dai suoi costruttori, non stava eseguendo più gli ordini per cui era stato programmato. La missione di P. Jack era distruggere Jack e riportare i suoi rottami in Russia da coloro che lo avevano costruito. Tuttavia P. Jack venne sconfitto e distrutto dall'androide rivale.
Dopo che P. Jack fu distrutto dal suo rivale nel primo Tekken, Kazuya Mishima chiese al Dr. Boskonovitch di revisionarlo come avevano fatto con Jack, ma lo scienziato gli attuò un vero e proprio lavaggio del cervello. Gli fece credere che con il suo nuovo corpo sarebbe stato più resistente, anche se in realtà gli fece semplicemente indossare un cappello e degli occhiali da sole, nonché una divisa militare dell'esercito americano, al quale in seguito fu offerto come soldato speciale per eseguire compiti che sarebbero stati troppo rischiosi per truppe convenzionali. Kazuya però si accorse che non era ancora all'altezza per battere Jack-2, così Bosconovitch gli insegnò alcune tecniche da combattimento che in realtà già conosceva, facendogli invece credere che fossero abbastanza efficaci per sconfiggere il suo avversario Jack. Neanche questa volta P. Jack porterà a termine la sua missione, poiché Jack-2 sarà distrutto non da lui, ma dal raggio laser del Dr. Abel. Successivamente è apparso anche in Tekken Tag Tournament e Tekken Tag Tournament 2.
È doppiato in giapponese da Banjō Ginga.

### Wang Jinrei
Wang Jinrei (王 椋雷?, Wáng Liángléi) è un uomo anziano e apparentemente debole, dal viso pallido e la barba bianca. A differenza di altri personaggi della serie, che nonostante la loro età possiedono un fisico sempre attivo, Wang soffre di molti problemi dovuti alla vecchiaia per il quale resta bloccato durante alcune mosse. Veste spesso con un costume da mercante e un cappello in testa, e una bottiglia che porta appresso. Wang combatte secondo lo Xing Yi Quan, uno stile di combattimento che gli permette di fare mosse agili, equilibrate fra calci e pugni più o meno potenti.
Wang è un uomo gentile e generoso con sua nipote Ling e il suo miglior amico Jinpachi Mishima, con quest'ultimo ha stretto un forte legame d'amicizia, ed è rimasto in buoni rapporti con Heihachi.
Wang è uno dei pochi che vede la famiglia Mishima in buona luce, vedendo la lotta intestina e la distruzione causata dal Gene del Diavolo che affligge la famiglia. Wang non vuole però recar danno alla famiglia, ma solo cercare di aiutarla e farla guarire da quella che lui chiama la "Maledizione della famiglia Mishima", e condanna il mondo per l'indifferenza verso la loro sofferenza.
Wang Jinrei è nonno di Ling Xiaoyu e amico di Jinpachi Mishima. Wang venne a sapere che poco prima del The King of Iron Fist Tournament, che Jinpachi era sparito misteriosamente e suo figlio, Heihachi Mishima era diventato capo della Zaibatsu. Wang capì che Jinpachi era sparito per opera di Heihachi, che era stato sconfitto da suo figlio alla fine del primo torneo; così Wang decise di lavorare come giardiniere per la famiglia Mishima.
Wang non vinse il torneo perché pareggio con Marshall Law, così decise di partecipare al The King of Iron Fist Tournament 2, per scoprire cosa c'era dietro alla sparizione dell'amico, tuttavia fu sconfitto da Jun Kazama. Nel suo finale Wang sale su una collina con una bottiglia di sake in mano, avvicinandosi accanto alla tomba di Jinpachi Mishima. Wang versa la bevanda sulla tomba per poi versare il rimanente nella coppa. Wang beve in onore del suo amico, per poi tirare un sospiro.
40 anni prima degli eventi del Tekken 5, Wang parlò per l'ultima volta con il suo migliore amico Jinpachi, che gli disse "Per preservare la pace, devo mettere fine alla stirpe Mishima", dopodiché se ne andò e non lo vide mai più - Diverso tempo dopo Jinpachi venne dichiarato morto ed Heihachi divenne il nuovo capo della Mishima Zaibatsu. Wang passò molti anni a rimpiangere l'amico ed addestrando la nipote finché, un giorno, Wang ricevette una lettera, nella quale c'era scritto che invocava il suo aiuto urgentemente e che doveva partecipare al torneo Tekken 5 a tutti i costi, la lettera portava il nome del suo migliore amico, Jinpachi Mishima, creduto morto. Sorpreso ma felice di sapere che l'amico fosse ancora vivo, Wang decise di partecipare al The King of Iron Fist Tournament 5 per cercare di ritrovare il suo amico perduto. Nel suo finale Wang vince il torneo, sconfiggendo Jinpachi che ritorna umano ma che rimane morente sul terreno. Wang lo soccorse tra le braccia, avendo una breve conversazione dove Jinpachi si scusa dei guai fatti passare all'amico, che risponde di non dire certe cose in quanto sente che le cose che hanno passato nella vita insieme li hanno resi come fratelli, Jinpachi prova ad alzare la mano chiamando Wang per nome, che afferra e la stringe, Jinpachi quindi dice che avrebbe voluto altro tempo per bere insieme, ma che il suo tempo era ormai arrivato, saluta quindi chiamandolo "caro amico" per poi svanire in sabbia. Wang rimane disperato per la nuova perdita dell'amico, afferrando con tristezza la sabbia che era Jinpachi, capendo che la causa di tutto è la maledizione della famiglia Mishima. Quindi Wang si alza in piedi, guardando una stella cadente, rivolgendosi all'amico poi dice che il suo tempo non era ancora arrivato.
In Tekken 6 viene reso noto che Wang fu sconfitto da Jin Kazama durante il quinto torneo, e non vide Jinpachi. Nel frattempo, Wang venne a sapere che il figlio di Kazuya, Jin Kazama, sostituì Jinpachi come capo e creò la Mishima Financial Group. Wang partecipò al The King of Iron Fist Tournament 6 per mettere fine alle guerre create dalla famiglia Mishima. Nel suo finale Wang sconfigge Azazel e comincia a camminare verso l'uscita del tempio; ma mentre è di spalle il mostro riprende conoscenza e cerca di attaccarlo. L'anziano cinese però lo polverizza (letteralmente) con una sola gomitata, per poi rivolgere il suo ultimo pensiero all'amico Jinpachi e accasciarsi a terra senza vita.
È apparso anche in Tekken Tag Tournament e Tekken Tag Tournament 2.
È doppiato in giapponese da Tamio Ōki in Tekken 2 e Tekken Tag Tournament e in cinese da Hu Qian in Tekken 5 poi.

### Yoshimitsu
Yoshimitsu (吉光?) è un ladro gentiluomo a capo del Clan Manji. Il suo obiettivo ricorrente nel corso della serie è quello di guadagnare molto denaro per poi donarlo ai più bisognosi, perciò si iscrive ai vari tornei di Tekken cercando di impossessarsi di quante più ricchezze possibili in mano alla Mishima Zaibatsu. Nel corso delle sue avventure rocambolesche conoscerà il dr. Geppetto Boskonovitch, con il quale diventerà molto amico e che cercherà di aiutare nel raggiungimento dei suoi scopi.
È doppiato in giapponese da Katsuhiro Harada da Tekken a Tekken Tag Tournament e da Tomokazu Seki da Tekken 4 in poi.

### Alex
Alex (アレックス?, Arekkusu) è un velociraptor creato geneticamente dal Dr. Boskonovitch durante l'incarico di boss della Mishima Zaibatsu di Kazuya Mishima, insieme a Roger. Vengono iscritti al Tekken 2 per testare le loro abilità. In seguito è apparso in Tekken Tag Tournament e Tekken Tag Tournament 2.
In Tekken - The Animation, a differenza del singolo Roger ne sono stati creati molteplici. Il creatore degli Alex è Lee Chaolan, fratellastro di Kazuya. Gli Alex vengono sguinzagliati da Lee durante il torneo per testarne le loro reali capacità, uccidendo Anna Williams. Vengono poi sconfitti da Kazuya.

### Angel
Angel è un personaggio della serie di videogiochi Tekken, apparsa in Tekken 2, Tekken Tag Tournament e Tekken Tag Tournament 2. Angel rappresenta l'anima ancora pura di Kazuya Mishima, che cerca di difendere dalla sua parte cattiva, Devil.
Angel possiede la stessa tecnica di combattimento di Devil, essendo entrambi alter ego di Kazuya, ma ha un finale differente. Anche se il primogenito Mishima è posseduto apparentemente da un cuore nero, sono rimasti ancora brandelli di misericordia nella sua anima. Angel combatterà contro Devil per diversi anni, con lo scopo di liberare il cuore di Kazuya Mishima dalle tenebre in cui è sprofondato grazie al demone. In Tekken 2, Angel sarà il boss finale se si gioca con Devil. I "vice-boss" sono Heihachi Mishima (livello 8) e Jun Kazama (livello 9).
Angel è la controparte buona di Kazuya Mishima. Ha un aspetto celestiale che certifica in maniera inconfutabile la sua purezza d'animo. Questa entità è caratterizzata dal colore "umano" della pelle, occhi celesti, grandi ali bianche piumate e dei sandali dorati; possiede una coroncina sul capo, capelli biondi raccolti e una tunica bianca (unica versione del personaggio). Mani e piedi somigliano vistosamente a quelli di un comune essere umano. Questa forma di Kazuya Mishima compare solo da Tekken 2 in poi; nel primo Tekken non è presente, nel secondo è un personaggio a parte. Tekken 2 e Tekken Tag Tournament sono gli unici due capitoli della saga in cui è possibile utilizzare Angel come personaggio giocabile. Appare inoltre come personaggio speciale in Tekken Tag Tournament 2.
Nel primo capitolo della saga, Angel ha un ruolo poco rilevante poiché non compare minimamente nella storia, né viene mai citata. La controparte demoniaca di Kazuya Mishima, Devil, invece gioca una parte importante per la trama del gioco. In Tekken, l'anima del primogenito Mishima è quasi del tutto devota al suo demone, e per questo è molto più potente dell'originale.
Nel secondo capitolo, Angel fa la sua vera e propria comparsa: durante il torneo Kazuya incontrò fra i guerrieri partecipanti Jun Kazama, una ragazza dotata di strani poteri benigni. Tra i due nacque un controverso rapporto, di cui ancora non si conoscono i particolari, che riuscì ad acquietare (almeno temporaneamente) l'influenza di Devil dentro l'animo di Kazuya. Così, tra Angel e Devil cominciò una furibonda battaglia che provocò violente crisi di identità al giovane guerriero. Il corpo di Mishima perdeva sempre più autonomia con il passare del tempo, e si indebolì notevolmente. Heihachi Mishima, in finale, sfruttò questo fattore e riuscì a vincere contro suo figlio, scaraventandolo in seguito nella bocca di un vulcano in eruzione, dopodiché tornò al governo della “Mishima Zaibatsu”.
Il personaggio non è mai stato dato ufficialmente per morto. Tuttavia numerosi fan pensano che alla fine del confronto Angel-Devil la parte demoniaca ne sia uscita vincitrice, e per questo motivo quei pochi brandelli di misericordia presenti nel cuore nero di Kazuya Mishima sono andati distrutti. Questa tesi è confermata dal fatto che nei successivi Tekken, Angel né compare né viene più citata, ed il primogenito Mishima dal 4º torneo in poi pare abbia totalmente imparato a controllare il Gene del Diavolo presente in lui. Ormai, Kazuya e Devil agiscono come unica entità, e lo dimostrano nell'introduzione di Tekken 5, quando il padre di Jin si trasforma volontariamente in demone per fuggire dall'Honmaru in fiamme. Probabilmente, Jun Kazama alimentava la coscienza pura di Kazuya, e con la sua scomparsa, questa è stata sottomessa alla volontà del diavolo. Ma, come detto, Angel non è ufficialmente deceduta: potrebbe anche aver abbandonato il corpo di Kazuya Mishima che bruciava in fondo al vulcano, in virtù del fatto che non vi era più alcun briciolo di coscienza in lui. Lo stesso Devil, d'altronde, dopo la caduta nel vulcano, abbandonò l'anima del ragazzo per cercare di possedere quella del figlio Jin Kazama, ancora in grembo a Jun. La condizione del personaggio Angel, dunque, è e rimane ancora sconosciuta.
È doppiata in giapponese da Yuka Koyama in Tekken Tag Tournament 2.

### Baek Doo San
Baek Doo San (白頭山, Peku Tō San) (Hangul: 백두산) è un maestro di Tae Kwon Do ed è anche il maestro di Hwoarang.
Il padre di Baek era un campione di Tae Kwon Do ma a causa di una ferita dovette smettere e la sua famiglia calò in miseria. Durante uno scontro furioso Baek uccise involontariamente suo padre e venne incarcerato. Nel carcere continuò ad allenarsi in onore di suo padre che fu anche suo maestro ma un giorno scappò e si dedicò alla lotta di strada. Così divenne spietato e fu ingaggiato dalla Mishima Corporation per uccidere Marshall Law. Non riuscendo a rintracciarlo decise di partecipare a Tekken 2 per portare a termine la sua missione ma fu sconfitto da quest'ultimo. Poco prima dell'inizio di Tekken 3 si pensò vittima di Ogre, il Dio della lotta, e partecipò a questo torneo il suo allievo Hwoarang, ma in realtà Baek fu assalito da qualcuno durante il suo soggiorno in un paese per insegnare il Tae Kwon Do. Rimase in coma per un anno durante il ricovero in un ospedale militare e insegnò la sua disciplina nell'esercito. Baek scrisse al suo allievo di essere sano e salvo e lo invitò a tornare alla base. Dopo che i due si rincontrarono, Baek decise di iscrivere lui e il suo allievo per verificare quanto fosse migliorato.
Durante il Tekken 5 viene a sapere che il suo allievo Hwoarang viene sconfitto dal suo acerrimo rivale Jin Kazama e decide di ritirarsi dal torneo. Una volta ripresosi Baek spiega che cosa è successo, dopodiché Hwoarang manda via l'infermiera che lo stava curando e in ginocchio chiede al suo mentore di allenarlo. Stupito, Baek accetta e decide di insegnargli tutto quello che sa. Nel suo finale, dopo aver vinto il torneo Baek interrompe una rissa tra il suo allievo, Hwoarang e un gruppo di teppisti mettendo questi ultimi KO in pochi colpi, riportando a casa Hwoarang. Dopo aver saputo del Tekken 6 i due decisero di iscriversi alla competizione. Appare anche in Tekken Tag Tournament 2.
È doppiato in coreano da Sang Hyeon Eom da Tekken 5 in poi.

### Bruce Irvin
Bruce Irvin (ブルース・アヴィン?, Burūsu Āvin) è un uomo newyorkese, di colore col codino, muscoloso e ben messo grazie ai continui allenamenti.
Essendo un esperto di Muay Thai, arte marziale tailandese, dispone di un vasto bagaglio di attacchi: gomitate, calci, ginocchiate, pugni e clinch. Bruce tiene una guardia da muay thai tradizionale, con la gamba avanzata leggermente sollevata e le braccia alte, per facilitare l'uso delle gomitate. Bruce e Bryan Fury hanno delle tecniche in comune, ma il secondo pratica la kickboxing. Bruce è un uomo molto gentile, rispettato e stimato dalla sua gente, che ha un atteggiamento molto istruttivo per i bambini che vivono nelle sue condizioni, insegnandogli a tener duro e a crescere. Come lasciano intuire i suoi epiloghi, Bruce, anche se non è più un poliziotto, aiuta spesso la gente dai malviventi quando ne hanno bisogno.
È stato un maestro di Kickboxing che, da molto giovane, ha perso madre, padre e fratello più grande. Bruce ha affrontato un'infanzia in solitudine allenandosi costantemente nel Muay Thai, ma da adulto è diventato un poliziotto, rispettato e stimato, assieme al compagno e amico Lei Wulong.
Bruce viene incaricato di indagare su Kazuya Mishima, capo della Mishima Zaibatsu e principale sospettato di molte morti. Kazuya è in Giappone, e Bruce decide di andarci col primo volo che trova. Bruce parte alla volta del Giappone, ma l'aereo ha un incidente per colpa di Kazuya, e Bruce sopravvive perdendo però la memoria. Kazuya decide di assumere Bruce come guardia del corpo. Un giorno, Bruce uccide un poliziotto che stava indagando su Kazuya, e sfida il vecchio compagno Lei a partecipare all'imminente torneo. Bruce decide di partecipare al "The King of Iron Fist Tournament 2", per incontrare Lei e sconfiggerlo, salvando così il suo capo. Bruce si sta allenando con un sacco di sabbia, sferrando calci e pugni, e un ragazzo lo osserva eccitato da dietro la finestra. Bruce, accorgendosi del ragazzo, dà una potente combinazione di attacchi bucando il sacco di sabbia con un ultimo calcio. Il ragazzo, sorpreso ed estasiato, guarda Bruce che ora gli sorride mettendo il pollice in su.
Durante il secondo torneo, Bruce è stato arrestato da Lei Wulong, ma riesce a scappare e a trovare un aereo che però precipita sabotato da Kazuya, che questa volta esplode.
Bruce sopravvive e nei successivi anni lavora per le unità speciali come istruttore di tecniche di sopravvivenza. Bruce decide di partecipare al "The King of Iron Fist Tournament 5", o Tekken 5, per testare nuovamente le sue capacità. In un centro urbano, un ragazzo si sta allenando con un sacco di sabbia sino a che tre uomini non iniziano a maltrattarlo rubandogli i guantoni e tagliandogli il sacco, per poi picchiarlo. Bruce ordina ai tre uomini di lasciare andare il ragazzo, e loro, decidendo di attaccarlo, gli vanno addosso. Bruce li atterra in poco tempo e il ragazzo lo guarda avvicinarsi, mentre gli restituisce i guanti rubati. Così, il ragazzo può tornare ad allenarsi mentre Bruce se ne va per la sua strada.
Durante il quinto torneo, Bruce incontra Kazuya, e decide di assisterlo mentre complotta con un'azienda biotecnologica chiamata G Corporation, cui Kazuya è divenuto il leader.
La G Corporation paga molto cara la guerra contro la Mishima Financial Group, per cui Kazuya decide di annientare l'azienda rivale, comandata dal figlio Jin Kazama, preparando una manifestazione contro. Con l'annuncio del "The King of Iron Fist Tournament 6", Bruce decide di partecipare per catturare Jin. Bruce sta guidando i suoi uomini contro la Mishima Zaibatsu e si discosta dal gruppo facendo poi una strage delle truppe rivali. Poco dopo Bruce contatta uno dei suoi uomini rivelandogli di aver vinto una scommessa. Nel suo epilogo Bruce dimostra di non avere alcun interesse nella Mishima Zaibatsu e di aver partecipato al torneo solo per affrontare nuove sfide. Così vinto il torneo, sentendosi nostalgico, ritorna nel suo vecchio quartiere. Qui vede un bambino che si allena per strada con un sacco da boxe, il che gli fa tornare in mente molti ricordi della sua infanzia. Tuttavia, dei ragazzi più grandi interrompono il ragazzino prendendolo in giro e dicendogli che se vuole restare lì ad allenarsi, deve pagare il pizzo a loro. Dopo averlo picchiato i bulli rubano i guantoni da boxe al ragazzino e cercano di andarsene, ma in quel momento interviene Bruce che li stende facilmente con un solo colpo ciascuno e poi restituisce i guantoni al bambino incitandolo a non arrendersi di fronte alle avversità e facendogli capire che può continuare ad allenarsi liberamente.
È doppiato in inglese da Friedrich Kuhlau in Tekken 2 e Tekken Tag Tournament e da Crispin Freeman da Tekken 5 in poi.

### Jun Kazama
Jun Kazama (風間 準?, Kazama Jun) è la madre di Jin Kazama e la compagna di Kazuya Mishima. Si tratta di una ragazza dai capelli neri (su cui porta una fascia bianca) e il fisico atletico. È alta 170 cm e pesa 50 kg. I suoi occhi sono di colore nero. Jun combatte secondo il kobudo mischiato con le arti marziali. 
Jun Kazama appare per la prima volta in Tekken 2, presentata come una new-entry insieme a Lei Wulong, Baek Doo San, Roger e Alex ed altri. Contrariamente a questi, però, Jun è destinata ad avere un ruolo molto rilevante nel videogioco, anche se indirettamente: lei è infatti la madre di uno dei personaggi protagonisti, Jin Kazama. Il carattere di Jun non ha subito mutazioni durante la trama del gioco, a differenza di Kazuya e Jin.
In Tekken 2, Jun era un'agente della Protezione Ambientale, la migliore nel suo settore in quanto cresciuta con un forte legame per l'ambiente. È nata in un piccolo villaggio immerso nella natura, e fin da piccola ha imparato ad amarla. Quando però si trasferì a Tokyo perse in parte questo amore. Partecipa al torneo per via del suo cognome, infatti suo padre era un grande combattente. Durante il secondo torneo di Tekken, Jun conobbe un uomo, Kazuya Mishima, dentro il quale riuscì a percepire un misterioso potere. Sotto ordine della Protezione Ambientale, Jun dovette arrestare Kazuya per via di un'esportazione illegale di animali. Ciononostante, decise di salvare Kazuya e di liberarlo dal gene maligno. Alla fine del secondo torneo, Jun si rese conto che la misteriosa forza interiore dentro Kazuya Mishima proveniva dal gene del Diavolo che esso possedeva.
Durante il secondo torneo, Jun e Kazuya ebbero una relazione, in seguito alla quale Jun restò incinta. Kazuya però non ebbe modo di veder nascere suo figlio, in quanto perse la finale del torneo con Heihachi, che poi lo gettò nella bocca di un vulcano in eruzione. Dunque, mentre il corpo apparentemente senza vita di Kazuya bruciava nel cratere, Devil apparve a Jun, desideroso di impossessarsi dell'anima del nascituro. Jun lottò con tutte le sue forze e, grazie anche all'aiuto di Angel, riuscì a sconfiggere il demonio. Si ritirò dunque sull'isola di Yakushima.
Sull'isola di Yakushima, Jun cresce Jin da sola, senza l'aiuto di nessuno, e diviene un vero e proprio punto di riferimento per suo figlio, fin quando, 15 anni dopo, degli uomini di Heihachi risvegliano Ogre, il "Dio dei Combattimenti". Questi inizia ad assorbire le anime dei più forti lottatori del mondo, che iniziano a sparire uno dopo l'altro. Jun, una notte, intuisce qualcosa, quindi avverte Jin di fuggire da suo nonno Heihachi Mishima se le fosse accaduto qualcosa. Infatti, poco dopo Ogre si presenta a Jun e, dopo aver stordito Jin, che cercava di aiutare la madre, inizia a combattere con lei. Questa è l'ultima apparizione vera e propria del personaggio che, dopo l'incontro con Ogre, scompare misteriosamente senza lasciar tracce di sé.
In Tekken 4, ambientato qualche anno dopo, nell'Honmaru, si sta consumando lo scontro tra Heihachi Mishima e Jin Kazama, il quale dopo una dura lotta, riesce ad avere la meglio, trasformandosi in Devil, grazie al gene ereditato da suo padre. Il giovane lottatore sta per sferrare il colpo di grazia al parente, quando una luce abbagliante lo costringe a girarsi. Jin vede lo spirito di Jun, che scompare dopo qualche istante. Il ventunenne Kazama rinsavisce e, sbattendo suo nonno sul pavimento, gli dice "Ringrazia mia madre... Jun Kazama". Dopodiché, spicca il volo.
Nel minigioco Devil Whitin presente in Tekken 5, Jin scopre un indizio che gli fa sperare che sua madre non sia morta, ma prigioniera di Ogre insieme a Kunimitsu, ricollegandosi all'inizio del Tekken 3, quando il corpo di Jun non fu mai ritrovato.
Jun farà il suo ritorno in Tekken 8. Viene confermato per l'occasione che Jun non è morta ma solo scomparsa. Nel suo finale arcade, infatti, è seduta vicino ad una tenda (si presuppone che sia il suo accampamento) mentre sogna una vita tranquilla e serena insieme a Jin e Kazuya. Quando si sveglia, la telecamera si sposta su una specie di coperta che Jun tiene in mano, dove è inciso il marchio della G Corporation. 
In Tekken - The Animation, Jun è un personaggio di grande rilevanza; insieme a Kazuya, è la protagonista dell'anime. Quando era una bambina, incontra un giovanissimo Kazuya Mishima che si propone di aiutarla. Jun infatti piangeva perché un leone di montagna aveva ucciso un coniglietto. Ma il padre di Kazuya, Heihachi Mishima, prende suo figlio e lo getta da una rupe. Questo episodio resterà talmente impresso nella mente della bambina che lo ricorderà anche in età adulta. Tempo dopo, Jun Kazama scopre che Kazuya è ancora vivo e, complice un invito per il torneo di Tekken, inizia a investigare su di lui. Una notte, in un albergo, lo incontra di nuovo, dopo tanti anni. Apprende che l'unico desiderio di Mishima è vendicarsi di suo padre e ignora i buoni propositi di Jun, che l'aveva indotto a lasciar perdere tutto. Il giorno dopo, Kazuya Mishima ed Heihachi Mishima si battono nella finale del torneo (precedentemente Jun aveva cercato di convincerlo ancora, senza risultati), in seguito alla quale l'erede Mishima risparmia la vita del padre e salva Jun dall'esplosione dell'isola. Passano alcuni anni, e la scena finale vede Jun in una foresta con suo figlio Jin (molto somigliante a Kazuya). Questo anime presenta parecchie incongruenze con il videogioco. Gran parte dei fan lo considera una sorta di spiegazione dell'amore nato tra Kazuya e Jun, visto che la Namco è sempre rimasta molto vaga sull'argomento.
Prima degli eventi del film live action Jun aveva una relazione con Steve Fox. Fu violentata da Kazuya e rimase incinta di Jin (Kazuya non ne seppe nulla finché Jin non diventò adulto). Jun crebbe e allenò Jin nel Karate stile Kazama. Era molto protettiva nei suoi confronti e si arrabbiò moltissimo quando seppe che voleva partecipare al torneo. Provò a nascondergli la verità sul suo sangue Mishima dicendogli che suo padre era morto. Si scopre che Jun fu salvata da Heihachi. Viene uccisa da un bombardamento da Kazuya e dalla Jackhammers. Per questo motivo Jin entra nel torneo.

### Roger Senior
Roger (ロジャー?, Rojā) è un canguro modificato geneticamente dal Dr. Boskonovitch durante l'incarico di boss della Mishima Zaibatsu di Kazuya Mishima. È un personaggio giocabile solo in Tekken 2 e Tekken Tag Tournament, ma ha fatto la sua ricomparsa in Tekken 5 assieme alla moglie e al figlioletto Roger Jr, sebbene solo nel filmato finale di quest'ultimo.

### Ogre
Ogre (オーガ?, Ōga) è una creatura aliena il cui scopo è quello di assorbire le anime degli esseri viventi per diventare più potente. Si presenta come un umanoide verde dal fisico possente e gli occhi rossi. Indossa un'armatura dorata in stile azteco, uno scudo, gioielli e un copricapo d'oro dietro al quale fuoriescono folti capelli castani che scendono giù fino alle ginocchia. Parla in giapponese pronunciato al contrario. 
Ogre giunse sulla terra dopo essere stato abbandonato dai suoi simili. Giunto in un villaggio di nativi americani, assorbì l'anima dello stregone del villaggio e mutò in una forma umanoide. Così tra i Nativi d'America si diffuse la leggenda di Ogre: il Dio della Lotta. Egli vagava per la Terra alla ricerca di anime potenti da assorbire per incrementare la sua potenza. Centinaia di anni dopo, Heihachi Mishima, riguadagnato il comando della Mishima Zaibatsu dal controllo del figlio Kazuya, formò la Tekken Force, un suo proprio esercito di mercenari.
Quando Jin Kazama, figlio di Kazuya e Jun, ebbe compiuto 15 anni, Heihachi inviò la Tekken Force in Messico per trovare un antico tempio azteco. Durante gli scavi nel sito archeologico, le milizie della Mishima Zaibatsu scoprirono una misteriosa creatura, che si sarebbe rivelata essere Ogre. Heihachi così ordinò la sua cattura, ma essa sterminò l'intero esercito di mercenari. Poco prima di aver perso ogni contatto radiofonico con i suoi uomini, Heihachi riuscì a percepire un ultimo messaggio disturbato: «Sono tutti morti…. Toshin!…» (Dio della lotta). Arrivato sul posto trovò un deserto di fuoco ed i corpi senza vita dei soldati della sua armata: inizialmente abbattuto, pensò all'immenso potere della misteriosa creatura, un potere che egli avrebbe potuto sfruttare per diventare il padrone assoluto del mondo, così decise di catturare Ogre ed utilizzarlo per i suoi fini.
In seguito Ogre, vagando per il pianeta, attaccò ed uccise molti maestri di arti marziali di fama mondiale: di questi fanno parte il King originale, Kunimitsu e Jun Kazama, che da quel momento non apparvero più nei capitoli successivi di Tekken. Jun, la quale anni prima era andata a vivere a Yakushima per crescere suo figlio da sola, seppe che stavano scomparendo i più grandi lottatori del mondo e comprese che presto sarebbe toccata anche a lei la stessa fine. Così raccontò al figlio Jin, il quale era ancora quindicenne, tutto ciò che era successo nel suo passato, lo avvertì che un essere malvagio (Ogre) si stava avvicinando al luogo in cui abitavano e gli ordinò che se fosse venuta a mancare egli avrebbe dovuto cercare rifugio dal suo ricco nonno Heihachi Mishima. La sua intuizione era corretta: in una notte fredda Ogre la attaccò. Jun gridò al figlio di fuggire, ma Jin, volendo proteggere sua madre, provò a difenderla dal mostro, il quale lo stese facendogli perdere i sensi. Quando il ragazzo riprese conoscenza, trovò la sua casa e la foresta divorate dalle fiamme e nessuna traccia della madre.
Jin si recò da suo nonno Heihachi, come la madre gli aveva in precedenza comandato. Heihachi prese la decisione di allenare il ragazzo per renderlo un potente guerriero, dando a Jin la speranza di vendicarsi del mostruoso Ogre. In realtà l'obbiettivo di Heihachi era rendere Jin sufficientemente forte da attrarre Ogre verso di lui. Per questo motivo, Heihachi indisse il “King of Iron Fist Tournament 3”, utilizzandolo per radunare numerosi forti combattenti, che sicuramente avrebbero destato le attenzioni di Ogre. Come pianificato, Ogre si iscrisse al torneo, ma fu sconfitto da Paul Phoenix (testimoniato dal prologo di Paul in Tekken 4) prima che Heihachi potesse catturarlo. Inoltre Jin, avendo presumibilmente scoperto le malvagie intenzioni di Heihachi riguardo al torneo, sconfisse quest'ultimo per fermarlo. Comunque egli non sapeva che la creatura non era stata uccisa, bensì dopo aver assorbito l'energia vitale di Heihachi assumendo così la sua vera forma e diventando True Ogre: una creatura ancora più potente simile a un drago con serpenti al posto di una delle braccia e lunghe corna. Nonostante tutto ciò, alla fine del torneo True Ogre venne ugualmente sconfitto da Jin.
In Tekken 4 Ogre appare brevemente nel prologo di Heihachi Mishima. Qui viene spiegato che Heihachi aveva elaborato un nuovo piano per creare una forma di vita superiore, da usare per i suoi scopi: infatti aveva intenzione di utilizzare il DNA tratto dal sangue di Ogre, che era stato raccolto dalla Tekken Force dopo il combattimento della creatura contro Jin, per combinarlo al suo DNA e creare un guerriero perfetto. Ma il genoma di Ogre non era compatibile con quello umano, bensì poteva essere integrato soltanto con l'utilizzo di un gene complementare, il “Gene del Diavolo”, di cui Heihachi non era in possesso. Egli sapeva che questo gene era nel corpo di Jin e Kazuya, così annunciò il “King of Iron Fist Tournament 4” per attrarli entrambi da lui. Sostanzialmente Ogre, pur essendo deceduto ormai da tempo, fu la causa principale per cui venne indetto il Tekken 4.
Ogre appare anche nel minigioco di Tekken 5, "Tekken: Devil Within", come nemico principale di Jin Kazama. In questo capitolo egli si mostra nella sua forma reale, True Ogre. La storia del minigioco narra di eventi collocati durante il periodo di due mesi tra la fine di Tekken 4 e l'inizio di Tekken 5. Dopo che Jin lasciò l'Honmaru in seguito alla battaglia finale nel “King of Iron Fist Tournament 4”, egli venne a conoscenza, non viene spiegato in quale modo, che sua madre Jun era ancora in vita presso un laboratorio straniero. Il ragazzo allora si introdusse in quel luogo, ma cadde in un'imboscata di uno squadrone di Jack. Fu allora che Jin si trasformò nella sua forma demoniaca e fece strage dei suoi nemici. In seguito scoprì che il laboratorio in questione portava il logo della G-Corporation e continuò ad infiltrasi in esso, ma dopo aver combattuto contro interi plotoni di Jack e di innumerevoli altri androidi, oltre ad una folta schiera di guerrieri geneticamente modificati, non trovò alcuna traccia di sua madre; bensì scoprì che il laboratorio della G-Corporation era stato costruito sopra delle antiche rovine.
Dentro di esse giaceva Ogre, creatura che la G-Corporation voleva catturare per i suoi scopi, come anni prima aveva tentato anche la Mishima Zaibatsu. Ogre era stato risvegliato dal potere che Jin, dopo essersi trasformato in demone, aveva emanato durante la precedente battaglia contro l'imboscata dei Jack. Ogre incitava il demone di Jin ad uscire fuori, ed il ragazzo inseguì la creatura attraverso le rovine. Alla fine lo raggiunse e tra i due iniziò un violento scontro, in seguito al quale Ogre fuggì e si rifugiò nella parte più remota delle rovine. Le rovine più profonde erano molto diverse da ciò che Jin aveva visto prima: esse avevano l'aspetto di un labirinto di cristalli, una specie di mondo parallelo costruito da coloro che avevano combattuto Ogre per tenerlo imprigionato ed impedirgli di tormentare l'umanità. I nemici con cui Jin si scontrò erano mostri e mutanti, controllati dalle stesse rovine per impedire ad ognuno di introdursi in esse. Il ragazzo in seguito si scontrò con uno strano macchinario gigantesco che usava una sfera di luce bianca per attaccare.
Dopo averlo distrutto, Jin scoprì di aver annientato la fonte del potere che teneva imprigionato nelle rovine Ogre, e quest'ultimo ora era molto più forte di prima. Dopo aver sconfitto un'altra schiera di mostri semi-umanoidi, Jin arrivò finalmente al suo maledetto nemico e tra i due fu ingaggiata una nuova feroce battaglia. Questa volta, dopo essere stato in un primo tempo sconfitto, il mostro si trasformò ulteriormente, diventando una specie di drago dalle proporzioni abnormi di color verde smeraldo. Ogre ora era molto più potente di prima e possedeva nuove abilità, quali scagliare contro il nemico gigantesche trombe d'aria e schiacciarlo sotto il suo enorme corpo, insieme a tutti i poteri precedentemente usati. Questa trasformazione, apparsa solamente in "Tekken: Devil Within", viene detta Monstrous Ogre, e potrebbe ricordare nell'aspetto e nelle dimensioni il boss finale del sesto capitolo della saga di Tekken, Azazel. Jin riuscì dopo una violenta battaglia a sconfiggere definitivamente Ogre, dopodiché venne attaccato da un plotone di Jack, a causa di cui il ragazzo si trasformò in Devil Jin e fece un'ecatombe dei suoi avversari. "Tekken: Devil Within" è l'ultimo capitolo della saga in cui finora è comparso Ogre.

### Crow
Crow (クロウ?, Kurō) è il nome in codice assegnato ai membri di rango più basso della Tekken Force, gli altri, in ordine ascendente sono: Falcon (ファルコン?, Farukon), Hawk (鷹?, Taka) e Owl (ふくろう?, Fukurō). Sono nemici che compaiono nel minigioco Tekken Force presente sia in Tekken 3 che in Tekken 4. Crow compare anche in Tekken Card Challenge come personaggio sbloccabile. Alcuni soldati della stessa tipologia compiono diversi cameo nei due Tekken Tag Tournament, nel primo possono essere intravisti quando il giocatore compie uno strike nella modalità Tekken Bowl e questi applaudiranno alle spalle dei due personaggi scelti, mentre nel secondo capitolo ricoprono il ruolo di nemici non giocabili nella modalità Laboratorio.

### Dr. Geppetto Boskonovitch
Dottor Geppetto Boskonovitch (ドクター・ジェペット・ボスコノビッチ?, Dokutā Jepetto Bosukonobicchi), (in russo Доктор Джеппетто Босконович?) è un geniale scienziato russo di oltre novant'anni. È il creatore di Alisa (personaggio giocabile da Tekken 6 in poi) che inizialmente doveva servire come guardia del corpo di Jin Kazama e alla quale ha dato le sembianze di sua figlia. Boskonovitch è un personaggio giocabile in Tekken 3: i suoi attacchi vengono da lui spesso eseguiti mentre è sdraiato a terra.
Geppetto Boskonovitch, all'età di dodici anni, in Russia, progettò un nuovo missile nucleare e dopo poco diventò famoso nel mondo scientifico e studiò per diventare un grande scienziato per il bene dell'umanità. Geppetto lavorò per la Mishima Zaibatsu, e durante il "The King of Iron Fist Tournament", o Tekken, il Clan Manji irruppe nei laboratori Mishima rubando alcuni dati, ma durante il fatto il capo del clan, Yoshimitsu, perse un braccio che Geppetto gli aggiustò rendendolo più funzionale.
Durante il "The King of Iron Fist Tournament 2", o Tekken 2, Geppetto venne rapito da Kazuya Mishima che lo costrinse a lavorare per lui. Geppetto creò delle armi biologiche come Roger e Alex, e completò Prototype Jack. La figlia di Geppetto è deceduta e il progetto "Sonno Freddo" ha avuto inizio e, per preservare il suo corpo, sono stati testati quelli di Anna Williams e Nina Williams. Una volta completato il compito Geppetto doveva essere giustiziato, ma Yoshimitsu partecipa al torneo e salva Geppetto ricambiando così il favore.
Geppetto, dopo venti anni passati a cercare una cura per sua figlia in fin di vita, mantenuta da una macchina ibernante, riscontra una malattia alla spina dorsale, curabile solo con il sangue del Dio della Lotta, Ogre. Venuto a sapere di questo, Yoshimitsu, oramai divenuto suo amico, decide di partecipare al "The King of Iron Fist Tournament 3", o Tekken 3, per uccidere Ogre e prelevare un campione del suo sangue. Tuttavia, Geppetto decise di partecipare al torneo col suo amico per avere più probabilità di vittoria.
Durante il "The King of Iron Fist Tournament 4", o Tekken 4, Yoshimitsu portò a Geppetto Bryan Fury, in fin di vita, che racchiudeva il segreto per distruggere l'arma biologica di Abel. Geppetto addormentò Bryan, con la sua approvazione, promettendogli di donargli un corpo nuovo e potente, capace di durare nel tempo.
Geppetto donò un nuovo corpo a Bryan che però, risvegliatosi anticipatamente, distrusse il laboratorio e attaccò i membri del Clan Manji. Geppetto sopravvisse e raccontò il tutto a Yoshimitsu, che promise di uccidere Bryan al "The King of Iron Fist Tournament 5", o Tekken 5.

### Gon
Proveniente dal manga omonimo, Gon (ゴン?) è un cucciolo di dinosauro creato da Geppetto Boskonovitch quando lavorava per la Mishima Zaibatsu. Gon si iscrive al "The King of Iron Fist Tournament 3", o Tekken 3, senza un motivo preciso. Nel suo epilogo, Gon arriva su un'isola soleggiata e corre velocissimo attraversandola e danneggiando gli animali che la abitavano, cadendo in acqua nel tentativo di imparare a volare e riemergendo con l'aiuto di mammiferi marini, dando vita ad una rappresentazione in computer grafica a ciclo continuo. Combatte secondo il "Masashi Tanaka Dino Style", stile di combattimento immaginario che vede Gon intento a sferrare colpi di coda e attacchi speciali e a distanza, più che calci e pugni. La sua bassa statura è inoltre un punto forte che lo rende invulnerabile agli attacchi alti. Gon è inoltre invulnerabile all'attacco fiammeggiante di True Ogre. Ad oggi, Tekken 3 è l'unico capitolo in cui sia apparsa la guest star.

### Forest Law
Forest Law è il figlio di Marshall Law che ha debuttato nella serie come personaggio giocabile in Tekken 3, dove sostituisce il padre. In seguito è apparso in Tekken Tag Tournament e in Tekken Tag Tournament 2 mentre viene menzionato in Tekken 5. Il suo aspetto e le sue mosse sono entrambi molto simili a quelle del padre. Così come quest'ultimo, è ispirato all'attore Bruce Lee.
È doppiato in giapponese da Katsuhiro Harada in Tekken 3 e Tekken Tag Tournament e da David Vincent in Tekken Tag Tournament 2.

### Kuma II
Dopo la morte di Kuma I, Heihachi accudisce il figlio dell'animale, chiamato anch'esso Kuma. Il figlio ha ereditato tutte le qualità del padre e ne prende di fatto il posto, insieme al suo impiego da guardia del corpo.
Un giorno, guardando la TV, riconosce un atleta di arti marziali: Paul Phoenix. Avendo ereditato lo stesso odio del padre nei confronti di Paul, inizia una serie di duri allenamenti, al fine di poterlo sconfiggere e rendere così onore alla memoria del padre. Ma anche Kuma Junior è sconfitto da Paul. Decide quindi di lasciare del tutto la vita pantofolaia e di risvegliare i suoi istinti selvaggi: parte alla volta delle montagne dell'Hokkaidō per un duro allenamento, a contatto con la natura. La vita selvaggia dei monti è difficile e mette a dura prova Kuma, che però non si perde d'animo. Il suo unico dispiacere è la mancanza della TV, sua grande passione. Ogni tanto, non riuscendo a resistere a questa privazione, si reca al villaggio per guardarla di nascosto dalle finestre delle case.
Proprio in televisione vede un giorno l'annuncio del nuovo torneo Tekken 4, ed immediatamente si precipita ad iscriversi per cercare di aggiudicarsi la tanto sperata vittoria su Paul. Nel suo epilogo dopo aver vinto il torneo Heihachi fa "firmare" al suo fido grizzly Kuma una serie di contratti facendogli stampare l'impronta della sua zampa su alcuni fogli che attestano che ogni proprietà posseduta da Heihachi diverrà ora di Kuma. Kuma si diverte un mondo e mentre "firma" i contratti balla in maniera comica. Credendolo uno stupido, Heihachi passa a Kuma un ultimo foglio che rende nulli tutti i precedenti ed attesta che ogni proprietà di Kuma sarà, in realtà, sempre controllata da Heihachi stesso. Kuma però se ne accorge e non appone la sua impronta sull'ultimo foglio ma sulla faccia di Heihachi, lasciando di stucco quest'ultimo e i suoi uomini. Nonostante il suo epilogo non sia canonico, in quello veritiero Kuma riesce comunque a battere Paul al torneo. Ma la sua felicità dura poco a causa della morte del suo maestro Heihachi. Quando si accorge dei disordini alla Mishima Zaibatsu (società organizzatrice dei tornei Tekken posseduta da Heihachi), sente come suo dovere riportare l'ordine, in memoria di Heihachi. Ma quando arriva alla Mishima Zaibatsu viene cacciato in malo modo sulle sue montagne. Il finale di Kuma è simile a quello di Panda ma cambiano i personaggi e la situazione. Il grizzly Kuma è il nuovo direttore della Zaibatsu avendo vinto il torneo. Un giorno Lee lo informa che il suo ex proprietario, Heihachi vuole vederlo per proporgli un accordo. Al che Kuma lo fa entrare ma solo per poterlo far precipitare dentro una botola nascosta sotto di lui. Successivamente Kuma se la ride con l'approvazione di Lee, ma Heihachi è riuscito a rimanere appeso, e di nascosto preme un altro pulsante che fa precipitare anche Kuma assieme a lui.
Una volta saputo del 5° Tekken decide di iscriversi per riprendersi la Zaibatsu, ma viene nuovamente sconfitto da Paul Phoenix.

### Panda
Panda è la guardia del corpo di Ling Xiaoyu. È una variante costumistica di Kuma, condividendo quindi la stessa lista di mosse. Per quanto riguarda Tekken 3, di Panda è noto solo che come Kuma anche lei è stata allenata da Heihachi Mishima che le insegnò molte più mosse di combattimento di quante ne avesse insegnate all'orso bruno per proteggere Ling Xiaoyu. Pratica il Kuma Shinken in stile Heihachi. Dopo il terzo torneo Panda continuò ad allenarsi con la sua padrona, anche se non faceva altro che pensare a Jin Kazama. Esattamente due anni dopo Ling Xiaoyu venne a sapere dell'inizio della quarta edizione di Tekken e informò anche il suo animale. Quando Panda vide la ragazza preoccupata una volta saputa questa notizia, decise di accompagnarla in questa avventura. Durante questo torneo però successero cose che rattristarono entrambe le combattenti, non essendo riuscite a trovare Jin Kazama. Quando Ling Xiaoyu seppe di Tekken 5 esortò immediatamente Panda a partecipare con Lei Wulong. Nel suo finale Panda è la nuova proprietaria della Mishima Zaibatsu avendo vinto il Tekken 5. Tuttavia il suo assistente Lee Chaolan un giorno gli riferisce che Kuma vuole vederla. Panda lo fa entrare e Kuma, innamorato di lei, le porge dei fiori, ma Panda, non interessata al grizzly, lo fa subito cadere dentro una botola nascosta premendo un pulsante nascosto sulla sua scrivania. Successivamente viene a trovarla la sua amica Xiaoyu, Panda va a salutarla, ma la sua amica ignara di quanto accaduto poc'anzi le chiede a cosa serva il pulsante sulla sua scrivania e premendolo fa cadere accidentalmente anche Panda dentro la botola nascosta. Partecipa anche al Tekken 6.

### Tiger Jackson
Tiger Jackson (タイガー・ジャクソン?, Taigā Jakuson) è un praticante di capoeira afroamericano introdotto in Tekken 3. Veste con una camicia arancione, dei pantaloni blu, scarponi bianchi e porta una capigliatura afro, il suo aspetto è difatti ispirato ai ballerini famosi degli anni 70. Nel suddetto gioco, è soltanto un costume alternativo di Eddy Gordo, con cui condivide lo stesso stile di lotta, e mantiene la stessa situazione in Tekken Tag Tournament. Non è mai ricomparso dopo il terzo capitolo, tranne che in Tekken Tag Tournament 2, che però non è canonico. Nel medesimo gioco, ha un suo slot personale nella selezione dei personaggi ed ha uno stile di combattimento diverso da quello di Eddy e Christie Monteiro; tuttavia, non è personalizzabile e non possiede un finale; sempre in questo capitolo però veste i suoi panni in una maniera più decorativa e luminescente, difatti le bretelle e gli occhiali abbinati al suo vestito sono stati decorati con luci al LED, mentre i pantaloni che erano blu nel suo primo capitolo d'apparizione sono adesso grigio scuro e hanno ai lati sempre alcune di queste luci, anche gli scarponi sono grigio scuro e inoltre la loro suola è contornata da una striscia di luce azzurrina.
Per lungo tempo, si è creduto che Tiger ed Eddy fossero la stessa persona; tuttavia, il finale del primo in Tekken Tag dimostra come, in realtà, siano due persone diverse. Il suo nome originale doveva essere probabilmente Soul Jackson, in seguito cambiato con quello attuale.

### Tetsujin/Gold Tetsujin
Tetsujin (鉄人?) è un manichino di addestramento metallico di colore grigio. Apparso in Tekken Tag Tournament e Tekken Revolution, è un personaggio bonus capace di trasformarsi in qualsiasi oggetto. Ha una forma umanoide, con gambe, braccia, occhi e naso. Possiede due palle di piombo in sostituzione alle mani, che rendono più potenti i pugni. Tetsujin usa lo stile di combattimento Tetsujin-Ken, cioè una tecnica che gli permette di copiare gli stili di combattimento dei vari personaggi di Tekken una volta ogni turno. Tetsujin non possiede una storia, in quanto viene usato solamente come personaggio alternativo alla scelta di Mokujin, che non può essere selezionato due volte dai giocatori.
Esiste una versione alternativa al classico Tetsujin, chiamata Gold Tetsujin. Come suggerisce il nome, in questa nuova versione, Tetsujin è dorato. Per sbloccare Gold-Tetsujin è necessario vincere dieci volte consecutive in modalità Versus usando Tetsujin. Una volta sbloccata la versione Gold, il giocatore non potrà selezionare la versione normale finché continuerà a combattere in modalità Versus. Ciò consente al giocatore 2 di selezionare anch'esso Tetsujin nella forma normale, mentre normalmente può essere selezionato un solo Tetsujin per combattimento.

### Unknown
Unknown (アンノウン?, An'noun) è la forma demoniaca di Jun: è affiancata da una sorta di demone lupo che sembra possederla. In Tekken Tag Tournament, negli scontri inizia con lo stile di combattimento di Jun Kazama per poi imitare gli stili degli altri personaggi esattamente come Mokujin e Tetsujin. Ma al contrario dei precedenti, che cambiano posizione in base al personaggio imitato, lei rimane nella sua posizione standard e in più premendo il tasto R3 può cambiare stile durante il combattimento. Durante il filmato finale Unknown riesce a sconfiggere il demone lupo che la controlla: difatti esso non apparirà più al suo fianco in Tekken Tag Tournament 2.
In Tekken Tag Tournament 2, invece, utilizza lo stile di Jun con alcune mosse aggiunte, sfruttando il liquido viola di cui è ricoperta. Nel medesimo gioco essa viene confermata come la parte demoniaca di Jun, nonché la sua trasformazione. Nel finale di Kazuya, quest'ultimo assorbe l'anima di Unknown consumando il suo potere demoniaco per potenziare la sua forma Devil. Successivamente il finale di Angel continua quanto successo nel finale di Kazuya. In esso si vede Devil Kazuya che, seppur potenziato dal potere di Unknown, viene sconfitto da Angel stessa. Nel finale di Unknown invece Jun viene liberata dalla sua controparte demoniaca sempre da Angel.
Nell'artwork dedicato a Tekken 6 viene rivelato come nei primi concept di sviluppo del personaggio, la sua identità fosse della sorella scomparsa di Jun. Al team poi non piacque l'idea lasciando la sua storia volutamente vaga.

### Combot
Combot (コンボット?, Konbotto) è un robot umanoide bianco, con decorazioni gialle e occhi rossi, o grigio scuro, con decorazioni fucsia e occhi fucsia, a seconda del tasto che si preme per combattere. È apparso in Tekken 4 e successivamente in Tekken Tag Tournament 2. A differenza degli altri personaggi, Combot non può parlare e imita solo i movimenti che possiede il personaggio che imita. Combot usa la mimica come stile di combattimento, imitando casualmente lo stile di combattimento di ogni personaggio già sbloccato nel videogioco. A differenza di Mokujin, che cambia stile di combattimento ogni round, Combot usa un solo stile di combattimento per volta.
Combot è stato progettato da Lee Chaolan. La sua capacità di imitare i movimenti umani ha interessato molti studiosi che hanno prodotto altre copie di Combot con lo scopo di sfruttarle, dall'uso domestico a quello militare. Lee progetta una copia di Combot programmata per il combattimento corpo a corpo in tempo per il "The King of Iron Fist Tournament 4", cui Lee iscriverà Combot per testarlo in combattimento. Tuttavia, lo sviluppo accelerato di Combot ha comportato alcuni difetti nella programmazione, che non gli permettono di usare più stili di combattimento per volta. Nel suo epilogo, Combot vince il torneo, sconfiggendo Heihachi Mishima e dando a Lee il controllo della Mishima Zaibatsu. Mentre Combot alza le mani vittorioso davanti alla folla, Lee entra nell'arena battendo le mani complimentandosi per Combot. Combot imita il gesto di Lee battendo le mani e avvicinandosi al padrone, quando lo prende e lo "sculaccia" davanti alla folla alzando le mani in segno di vittoria.

### Craig Marduk
Craig Marduk (クレイグ・マードック?, Kureigu Mādokku) è un gigantesco e brutale combattente australiano di vale tudo. È ispirato all'ex wrestler WWE Goldberg.
Craig Marduk fu il più famoso lottatore di vale tudo della sua città nativa, Melbourne, molto aggressivo e violento, tanto che chi lo aveva sotto contratto aspettava solo l'occasione buona per licenziarlo.
Craig era abbattuto e depresso, e un giorno, in preda all'ira repressa, scatenò una rissa in un bar e l'uomo con cui combatté fu ferito gravemente per poi morire qualche ora dopo: quell'uomo era Armor King, un famoso wrestler di fama internazionale nonché maestro di King.
Craig fu incarcerato per omicidio volontario, in Arizona, guadagnandosi l'inimicizia dell'allievo della sua vittima che giurò di vendicarsi per la morte del suo amico e maestro. Un giorno, Craig ricevette una notizia in carcere: la cauzione fu pagata da un anonimo benefattore, che oltre ad averlo scarcerato gli mandò una busta con un biglietto aereo e l'annuncio del quarto torneo. Craig si incuriosì dalla lettera speditagli in prigione, e decise di partecipare al "The King of Iron Fist Tournament 4", o Tekken 4.
Nel suo finale, Craig vinse il torneo, sconfiggendo King e Heihachi Mishima, ma disprezzando il torneo pensando che fosse uno dei tanti a cui partecipò in passato. Dopo qualche tempo Craig decise di tornare nel luogo della sua gloria passata, il ring dell'ultimo round del torneo.
Craig rimase a guardare il ring con uno sguardo pensieroso, quando arrivò un uomo che sosteneva di essere Jeff Slater, attuale campione di Vale Tudo e di volerlo sfidare per dare vita all'incontro non ufficiale più famoso del secolo. Craig rimase turbato dal comportamento dell'uomo, e, inizialmente indifferente, con un secondo tentativo di smuoverlo Jeff fu messo al tappeto con una testata da parte di Craig.
Craig fu sconfitto da King durante il torneo precedente, che, arrivato all'ospedale dove Craig era ricoverato, con l'obiettivo di ucciderlo, decise di risparmiarlo e se ne andò. Craig si rimise in sesto e tornò a lavorare come lottatore di Vale Tudo e, durante uno dei suoi ultimi incontri, Craig indossò una maschera da giaguaro sfidando esplicitamente King. Craig decise di partecipare al "The King of Iron Fist Tournament 5", o Tekken 5, per combattere e sconfiggere King, che, raccolta la sfida, decise di partecipare al torneo.
Dopo aver combattuto furiosamente con King, Marduk viene sconfitto, ma i due diventano amici. Mentre torna nel suo spogliatoio viene aggredito misteriosamente da uno sconosciuto (che poi si scopre essere Armor King). Quando King lo scopre si infuria e cerca di trovare il misterioso assalitore. Quando viene annunciato il Tekken 6 King e Marduk partecipano assieme per trovare il misterioso assalitore.

### Miharu Hirano
Miharu Hirano (平野 美晴?, Hirano Miharu) non è un vero e proprio combattente canonico della saga, bensì semplicemente una variante costumistica della sua amica Ling Xiaoyu. È apparsa per la prima volta in Tekken 4, per poi tornare in Tekken Tag Tournament 2. Miharu è una delle migliori amiche di Ling Xiaoyu. Nel finale di Xiaoyu in Tekken 4, Miharu le confesserà che è stata bocciata a tutti i suoi esami ma Xiaoyu le chiederà di aiutarla nella costruzione di un grande Luna Park, essendo ora capo della Mishima Zaibatsu (effettivamente, però, ciò accade solo se si finisce la modalità storia con Ling Xiaoyu o Miharu Hirano). In Tekken Tag Tournament 2, Miharu porta uno smalto azzurro sulle mani e sui piedi.
È doppiata in giapponese in Eriko Fujimaki.

### Steve Fox
Steve Fox (スティーブ・フォックス?, Stību Fokkusu) è un pugile britannico biondo e muscoloso e ben bilanciato fra agilità e potenza; possiede una cicatrice sul braccio sinistro la cui origine è a lui sconosciuta sino alla fine di Tekken 4.
Steve, essendo un pugile, bilancia tutta la sua potenza nei pugni ed è impossibilitato dal sferrare calci. Invece del calcio destro e il calcio sinistro, Steve usa schivate che permettono di abbassarsi a destra, a sinistra, avanti e indietro; premendo i tasti appositi contemporaneamente si può effettuare una giravolta in senso orario e antiorario creando combo molto potenti. Tali schivate sono state migliorate in Tekken 5, includendo uno spostamento laterale a seconda del tasto premuto che permetteva appunto ai veri esperti di Steve Fox di muoverlo con maggior agilità.
Steve è un ventunenne, campione del mondo di pugilato, laureato a Oxford. Egli non conosce i suoi genitori biologici ed ignora l'origine della cicatrice che porta sul braccio. Un giorno la mafia gli impose di perdere un incontro ove erano stati scommessi molti soldi; Steve vinse con facilità e, consapevole del pericolo che correva, fuggì negli Stati Uniti d'America. Stanco in seguito al nascondersi e conscio di non poter più scoprire chi fossero i suoi genitori, decise d'iscriversi all'imminente The King of Iron Fist Tournament 4, o Tekken 4. Nel suo epilogo, Steve vinse il torneo, sconfiggendo Heihachi Mishima e divenendo capo della Mishima Zaibatsu. Attraverso il database della Mishima Zaibatsu, Steve scoprì di essere stato concepito in provetta dalla stessa Mishima Zaibatsu per scopi militari. La madre biologica era Nina Williams la donna contro cui aveva combattuto nel torneo. Nina è un'assassina, incaricata dalla mafia di uccidere il pugile britannico Steve Fox. Lei Wulong, avendo scoperto in quale appartamento si nascondeva Nina, la trova e la insegue. Quando sta per catturarla, Steve si abbatte contro Lei, permettendo alla madre di fuggire.
Steve scoprì la verità sul suo passato e conobbe sua madre. Consapevole di essere un esperimento genetico creato dalla Mishima Zaibatsu, Steve capì l'origine della cicatrice sul braccio e della sua straordinaria forza. Con l'annuncio del The King of Iron Fist Tournament 5, o Tekken 5, Steve decise di iscriversi per porre fine agli esperimenti della Mishima Zaibatsu. Sub-boss di Steve sono: Lei Wulong e Heihachi Mishima. Steve è sub-boss di stage 4 Bruce Irvin. Nel suo finale, Steve vinse il torneo, sconfiggendo Jinpachi Mishima e dirigendosi ai laboratori della Mishima Zaibatsu. Qui, Steve, accecato dalla rabbia, sferra un pugno a una tanica di vetro contenente un embrione in fase di sviluppo. Dopo aver distrutto la tanica, Steve incendia il laboratorio fuggendo via.
In Tekken 6, Steve ha distrutto i laboratori della Mishima Zaibatsu ponendo fine a un lungo risentimento. Steve voleva tornare al mondo della boxe ancora una volta, ma la maggior parte dei campionati erano stati cancellati dalla guerra che infuriava in tutto il mondo. Steve che non conosceva altro che il ring della boxe, perse definitivamente il suo lavoro, perse la sua passione e cadde in depressione. Dopo gli fu richiesto di andare ad allenarsi insieme a Marshall Law e Paul Phoenix e Steve accetta. Sub-boss di Steve sono: Heihachi Mishima e Nina Williams.
Nell'epilogo, Steve sta festeggiando la vittoria al torneo con Law e Paul. Steve, tuttavia, se ne va via dicendo di voler lasciare loro tutto il premio. Quando Steve esce dalla casa, un membro della Tekken Force fa esplodere una bomba nascosta dentro la valigetta del premio, distruggendo la casa. Il finale si conclude con Steve che guarda incredulo l'esplosione.
Nel settimo episodio della saga, Steve cerca di decifrare il suo passato, andando alla ricerca dei suoi genitori. Decide, dunque, di intercettare Nina Williams per demandare spiegazioni, in quanto convinto che la ragazza sapesse qualcosa; riuscito nel suo intento, Steve scopre che la stessa Nina sia in realtà sua madre. Ottiene, però, un riscontro molto freddo e distaccato dalla genitrice che molto probabilmente non è ancora in grado di gestire il rapporto con il figlio. Nel finale Steve consente a sua madre di scappare, essendo inseguita da una squadra della Tekken Force.
Nel film Steve è un pugile ritirato più grande rispetto al videogioco che sponsorizza Jin Kazama nel torneo dopo che quest'ultimo batte Marshall Law. Non ha legami di parentela con Nina Williams, ma ha conosciuto Jun Kazama prima della sua morte e diventa amico e manager di Jin. Viene ucciso da Jackhammers mentre lui, Jin e gli altri prigionieri si trovano ad Anvil. Quando muore, Christie si innamora di Jin, ma fallendo. C'è da dire che questo film non è canonico e non rispecchia affatto i legami e la storia dei vari personaggi.
Steve è inoltre presente come personaggio giocabile in Street Fighter X Tekken.
È doppiato in inglese da Ezra Stanley in Tekken 4, Guy Perryman in Tekken 5 e da Gideon Emery da Tekken 6 in poi.

### Armor King II
Armor King II (アーマー・キング?, Āmā Kingu) è il fratello minore del primo Armor King e compare per la prima volta in Tekken 5 Dark Resurrection. Armor King II partecipa al sesto torneo del pugno d'acciaio per vendicare la morte del fratello, ucciso da Craig Marduk. Sembra anche provare rancore nei confronti di King II, reo di aver fatto amicizia con l'assassino del fratello.
Dopo il sesto torneo, Armor King e Marduk si affrontano in un cruento scontro che li porterà entrambi in coma, portando a King la scelta di partecipare al Tekken 7 anche per finanziare le spese mediche di entrambi.
Eventualmente, Marduk si sveglia per primo dal coma e decide di porre fine alla vita di un Armor King ancora in convalescenza (come King con Marduk alla conclusione del quarto torneo), verrà tuttavia fermato proprio da King, intenzionato a far evitare anche a lui tale errore e consigliandogli una soluzione definitiva. Dopo aver riacquistato conoscenza, Armor King trova una lettera accanto al proprio letto da parte di Marduk. Era una richiesta di finire ciò che avevano cominciato. Marduk scrisse che se avesse perso si sarebbe ritirato dalla scena delle arti marziali. Ma se fosse stato Armor King II a perdere, questi avrebbe dovuto togliersi definitivamente la maschera. Sicuro di poter vincere, Armor King II accetta la sfida.

### Feng Wei
Feng Wei (フェン ウェイ?, Fen Wei) è un maestro di Kenpo che proveniva da un grande dojo nella città di Xi'an, in Cina, già a vent'anni era il migliore studente del suo Dojo, specializzato nella tecnica del "Pugno Divino", ma con una sete senza fine di combattere. Un giorno Il suo maestro lo rimproverò perché aveva combattuto fuori dal Dojo senza permesso, e Feng lo uccise. Da allora cerca la pergamena del Drago Dorato, rubate dalla Mishima Zalbatzu. Feng quindi comincia a girare per i diversi Dojo attaccando i vari maestri e distruggendo quelli che lui riteneva "deboli" per dimostrare la propria forza, facendo sì che il poliziotto Lei Wulong si iscrivesse al torneo per arrestarlo, anche perché Feng aveva aggredito alcuni amici di Lei. Venuto a sapere dell'imminente "The King of Iron Fist Tournament 5", Feng decide di iscriversi per recuperare le pergamene. Nonostante ciò, ha un grande senso dell'onore e rispetta gli individui che sono suoi eguali o superiori. Nel suo epilogo in Tekken 5, Feng vince il torneo, sconfiggendo Jinpachi Mishima che lascia cadere una pergamena a terra. La pergamena racchiude i principi segreti del Pugno del Drago. Feng raccoglie la pergamena, dalla quale esce lo spirito di un drago dorato. Feng va così ad allenarsi in montagna e nella scene finale lo si vede distruggere un monte con un solo pugno, mentre i suoi occhi sono come quelli di un drago.
Durante il Tekken 5 Feng Wei trova con successo le preziose pergamene del Pugno d'Oro rubate dalla Mishima Zaibatsu. Le pergamene affermano solo queste parole: Il Distruttore di tutti gli stili, l'ultimo e l'unico vero stile, trascende dal Potere del Dio Drago che eccede da tutte le abilità umane. Stupito, Feng Wei riceve informazioni riguardanti il Tekken 6 e per trovare ancora nozioni, riparte per il Giappone, deciso che per riuscire ad acquisire lo stile del Dio Drago deve battere tutti i maestri dei vari stili di arti marziali trionfando totalmente sul nemico. Nel suo epilogo, vediamo Feng che cammina tranquillo sulle pendici di un vulcano attivo e si ferma a guardare la lava. All'improvviso una pietra gigante ed incandescente sbuca dalla bocca del vulcano alle spalle di Feng e si dirige contro quest'ultimo il quale, prontamente dà un pugno urlando alla roccia che all'improvviso diventa nera, si spegne e si sgretola. Dopo di ciò, Feng congiunge le mani e chiude gli occhi per poi riaprirli con aria minacciosa.
È doppiato in cinese da Chuan Yin Li.

### Jinpachi Mishima
Jinpachi Mishima (三島仁八?, Mishima Jinpachi) è un personaggio della serie di videogiochi picchiaduro Tekken, apparso per la prima volta in Tekken 5.
Jinpachi ha l'aspetto di un uomo molto anziano e molto muscoloso. Dall'infanzia fu il migliore amico di Wang Jinrei, ed egli fu anche l'ultima persona con la quale Jinpachi parlò in vita. Era molto affezionato a suo nipote Kazuya, Jinpachi infatti servì come figura paterna per lui, insegnandogli il Karate Mishima e prendendosi cura di lui in quanto Heihachi non era molto presente e molto spesso viaggiava per lavoro, di conseguenza, lui fu uno delle poche persone alla quale Kazuya volesse bene. Jinpachi dopo la scomparsa di Kazuya si rattristò molto e cerco di scoprire la verità sull'accaduto, dopo aver scoperto il fato del nipote, Jinpachi confrontò il figlio. Ma dopo fu rinchiuso da Heihachi nella prigione sotterranea dell'Honmaru, dove morì, il Gene del Diavolo lo consumò facendolo diventare un mostro demoniaco sia fisicamente che psicologicamente , ossessionato dalla distruzione del mondo e quelli che si oppongono a lui, in quanto non riesce più a controllare l'entità maligna dentro di lui, nei brevi momenti in cui riacquista la sua lucidità, Jinpachi supplica di essere ucciso per essere liberato dal demone.
Jinpachi Mishima fu il fondatore della Mishima Zaibatsu e grande combattente rispettato in tutto il mondo, un tempo noto come "Il combattente del pugno più forte" (最強の拳士?, Saikyō no ken-shi)), esperto del Karate stile Mishima, tramandato a suo figlio, Heihachi Mishima, e a suo nipote, Kazuya Mishima, al quale si affezionò molto. Fin dalla sua infanzia fu il migliore amico del mercante cinese Wang Jinrei, con il quale amava bere sakè. Considerato uno dei più grandi combattenti di tutti i tempi, Jinpachi fu però sconfitto 40 anni prima degli eventi di Tekken 5 da suo figlio, che prese il controllo della Mishima Zaibatsu, Jinpachi poco prima di confrontarsi con il figlio, consultò il suo amico Wang, dicendogli "Per preservare la pace, devo mettere fine alla stirpe dei Mishima.". Fu l'ultima volta che vide il suo amico, poi cercò di deporre Heihachi quando egli introdusse la Mishima Zalbatsu nell'industria militare, ma senza successo; Heihachi rinchiuse quindi suo padre in una prigione sotterranea sotto l'Honmaru, lasciandolo morire di fame; tuttavia, dopo la sua morte un'entità misteriosa prese possesso del corpo e lo riportò in vita, donandogli poteri sovraumani.
Quaranta anni dopo, alla fine del "The King of Iron Fist Tournament 4", o Tekken 4, La G-Corporation attacca il tempio Honmaru per cercare di uccidere Heihachi usando robot Jack 4, dopo poco, i Jack esplodono vaporizzando il tempio e lanciando Heihachi lontano. Finalmente libero, Jinpachi si risveglia posseduto da un demone che gli ordina di distruggere il mondo, e come ultimo atto di coscienza umano inviò una lettera a Wang Jinrei (suo migliore amico) chiedendogli di ucciderlo.
Una volta rinvenuto, con l'apparente morte del figlio Heihachi, Jinpachi prese il controllo della Mishima Zaibatsu, annunciando il nuovo "The King of Iron Fist Tournament 5", o Tekken 5, tale atto può essere stato uno degli ultimi atti di Jinpachi quando era cosciente nella speranza che uno sfidante lo fermasse.
Jinpachi appare come personaggio subito giocabile soltanto in Tekken Tag Tournament 2, qui non c'è la sua trasformazione in demone ma soltanto quella umana.

### Raven
Raven (レイヴン?, Reivun) è una spia e agile lottatore, che combatte usando il ninjutsu. Porta sempre un auricolare e degli occhiali speciali. Ha una cicatrice a "X" sul viso e un tatuaggio in caratteri kanji, significanti "morte".
Raven sta indagando sulla Mishima Zaibatsu e la G Corporation, e ha assistito all'esplosione dell'Hon-Maru, confermando all'auricolare la morte di Heihachi Mishima. Dopo qualche tempo, Raven sentì parlare dell'annuncio di The King of Iron Fist Tournmanet 5 e, avendo assistito alla morte di Heihachi, decise di parteciparvi per scoprire chi aveva preso il controllo della Mishima Zaibatsu. Nel suo epilogo in Tekken 5, Raven vince il torneo, sconfiggendo Jinpachi Mishima, e, dopo aver ricevuto un messaggio all'auricolare, corre verso un dirupo per poi saltare nel vuoto; invece di cadere, Raven atterra su un caccia poco più in basso e, con le braccia conserte, si dirige verso il tramonto.
In Tekken 6, dopo il quinto torneo, Raven incontrò Heihachi Mishima, che credeva morto: i due cominciarono a combattere. Raven combatté contro Heihachi Mishima sino a che non ricevette dall'auricolare l'ordine di tornare alla base, ritirandosi così dal combattimento; due turni dopo, lo vinse. Dopo l'incontro la guerra fra la Mishima Zaibatsu e la G Corporation si intensificò e, per prevenire ulteriori perdite, Raven decise di partecipare a The King of Iron Fist Tournament 6. Nel suo epilogo, vede Sergei Dragunov portare il cadavere di Azazel, ma Raven arriva a testa in giù sotto un caccia e, dopo aver assunto qualche posizione di mani tipiche del ninjutsu, si getta sul corpo di Azazel e gli estrae il "cuore"; poi salta di nuovo sull'aereo e scompare quando Dragunov cerca di sparargli.
In Street Fighter X Tekken, Raven viene chiamato da Yoshimitsu per accompagnarlo alla ricerca del "Vaso di Pandora" in Antartide; ma Yoshimitsu lo incarica anche di controllare che la sua spada demoniaca non prenda il controllo della sua mente. Raven non considera Yoshimitsu un vero ninja, perché non lo ritiene all'altezza: durante la presentazione che precede il combattimento contro Vega e Balrog, i bracci destri di Bison, si può notare la risposta sarcastica della spia alla presentazione di Yoshimitsu; Yoshimitsu attacca senza ascoltare il discorso di Raven, che rifila un calcio a Yoshimitsu, facendolo cadere a terra. Nel filmato finale, quando i due si trovano in Antartide davanti al vaso di Pandora, Raven e Yoshimitsu litigano: Raven decide di andare via lasciando da solo Yoshimitsu, il quale lo attacca, ma Raven scansa l'attacco di Yoshimitsu; si vede poi Raven sopra il vaso di Pandora, che all'improvviso lo teletrasporta al proprio interno: cosicché Raven resta prigioniero. Il filmato termina con Yoshimitsu che se ne va con il vaso di Pandora mentre si sente Raven, che si trova ancora prigioniero dentro di esso, chiedere di uscire.
Nel film di Tekken, Raven è un agente segreto. Arriva alle semifinali del torneo e aiuta Jin Kazama in alcune parti della pellicola.
È doppiato in inglese da Jack Merluzzi in Tekken 5 e da D. C. Douglas da Tekken 6 in poi e in italiano da Alessandro Ballico nel film del 2009.

### Roger Jr.
Roger Jr. (ロジャー・ジュニア?, Rojā Junia) è il secondo canguro militarizzato nato da esperimenti sul DNA. Nel nome di Kazuya Mishima, il primo Roger nacque dallo sviluppo degli animali militarizzati della Mishima Zaibatsu Biological Technology. Roger 1° visse una vita silenziosa con la propria famiglia dopo aver partecipato al Tekken 2. Comunque, Roger sparì misteriosamente, lasciando soli moglie e figlio. Tuttavia il 5º Torneo del Pugno di Ferro fu annunciato prima di quanto previsto. Roger Jr. sentiva che c'era qualche relazione tra il Torneo e la sparizione del padre. Decise così di partecipare al torneo nella tasca della madre.
Dopo aver vinto il torneo, Roger Jr. si aggira (senza sua madre) nei laboratori Boskonovitch ormai distrutti, trova una foto di sé con suo padre mentre si allenano. Entrerà poi in una stanza con scritto "Vietato L'accesso al personale non autorizzato", e vedrà suo padre, con una cravatta, spaparanzato su un divano mentre beve una cola e mangia patatine guardando un cartone animato in una TV a schermo piatto. Roger Jr., allora, dà un pugno al padre scaraventandolo sul soffitto, per poi andarsene rompendo la cornice della foto che aveva trovato prima.
Il personaggio doveva comparire anche in Tekken 7, ma a causa delle critiche da parte degli animalisti, si decise poi di escluderlo.

### Sergei Dragunov
Sergei Dragunov (セルゲイ・ドラグノフ?, Serugei Doragunofu) è un militare sovietico apparso per la prima volta in Tekken 5: Dark Resurrection; è un esperto nel sambo, che viene mandato in missione clandestina a recuperare l'entità misteriosa conosciuta come Devil, rinchiusa nel corpo di Jin Kazama. Senza proferir parola, Dragunov accetta l'offerta e vola in Giappone per iscriversi al Quinto Torneo Del Pugno D'Acciaio, e per catturare Devil Jin. Nel suo epilogo, Dragunov riesce a sconfiggere Devil Jin e lo porta in una base sotterranea della sua armata. Qui viene mostrato Devil Jin dentro una cella collegato a diversi macchinari e altri apparecchi, quando ad un segnale di Sergei viene attivato un dispositivo che elettrifica la cella dove è contenuto Devil Jin, scatenando il demone dentro di lui. L'epilogo si conclude con degli occhi rossi dentro la cella che si ipotizza essere il demone liberato da Jin.
In Tekken 6, viene rivelato che Dragunov fallì nel trovare Devil Jin e quindi tornò in Russia. Il suo Paese era in rovina a causa delle azioni della Mishima Zaibatsu, capeggiata da Jin Kazama. Dragunov si iscrive al Sesto Torneo del Pugno D'Acciaio per colmare il caos provocato da Jin Kazama. Nel suo epilogo, Dragunov riesce a sconfiggere Azazel e con l'aiuto della sua armata lo portano fuori dal tempio. In quel momento passa in volo Raven che con un salto riesce a prendere il cuore di Azazel e fugge via con l'aereo della sua squadra. Ma Dragunov estrae un telecomando e pigiando un tasto fa esplodere l'aereo di Raven, e il filmato si conclude con un ghigno malefico sul volto del russo.
Nel film di Tekken, Dragunov non ha un ruolo particolare, viene solo rappresentato come un combattente di Tekken, rappresentante della corporazione Ruscorp, e anche qui come nel gioco, non parla
È doppiato in giapponese da Kenichi Morozumi.

### Azazel
Azazel (アザゼル?, Azazeru) è il boss finale di Tekken 6: si tratta di un'antica creatura malvagia, rimasta imprigionata per anni dalla famiglia di Zafina, ma liberatasi a causa dell'energia negativa scaturita dallo scontro tra Jin e Kazuya: difatti, la leggenda affermava che Azazel si sarebbe liberato quando "due stelle" (Jin e Kazuya) si fossero incontrate. Alla fine, al termine di un duro scontro con Lars, Azazel viene ucciso da Jin, che sacrifica la sua stessa vita pur di annientare il mostro (anche se poi si scopre che in realtà Jin è sopravvissuto). Per quanto riguarda il gameplay, Azazel non può essere usato: gran parte dei colpi "normali" non hanno effetti su di lui, ma può comunque subire Juggle. Mano mano che viene colpito, Azazel cambia colore, passando dal viola al rosso, e talvolta lo si può combattere in versione "Golden", dove per l'appunto è colorato d'oro, e sconfiggendolo si riceverà una grande quantità di soldi per la personalizzazione.
Azazel compare nuovamente durante la storia di Tekken 8, come personaggio non giocabile e boss per alcuni episodi personaggio. In questo capitolo viene rivelato che è l'entità responsabile di aver diffuso in tempi antichi il Gene Demoniaco negli umani, con lo scopo di farli diventare suoi sudditi. Dopo essere stato sconfitto da Jin, Zafina lo rinchiude nella sua sfera di cristallo ottenendo una porzione dei suoi poteri nel braccio. Si unisce poi a Claudio Serafino e a Ling Xiaoyu per affrontare Kazuya Mishima in Italia durante il nuovo Torneo Tekken. Il torneo si rivela tuttavia essere una trappola di Kazuya per radunare i suoi nemici e far uscire Zafina allo scoperto. Una volta individuata infatti, Kazuya estrae il potere di Azazel da essa e lo usa per rianimare l'antico mostro, con lo scopo di assimilarlo dopo averlo sconfitto in combattimento. Nonostante la sua imponenza il Mishima riesce nel suo scopo, e la sua forma demoniaca si sviluppa ulteriormente in un nuovo aspetto. Successivamente ad un tentativo di esorcismo di Claudio, tale corpo viene ferito e Kazuya è costretto alla ritirata in quanto Azazel oppone resistenza all'assimilazione.
Durante lo scontro finale con Jin-che grazie all'influenza della madre ha convertito la sua forma di Devil in Angel Jin- Il gene demoniaco viene purificato dal corpo di entrambi riportandoli alla forma umana, segnando probabilmente la fine per Azazel.

### Bob/Slim Bob
Robert Richards (ロバート・リチャーズ?, Robāto Richāzu), noto più semplicemente come Bob, è un ex artista marziale, famoso in tutto il mondo sia per le sue abilità combattive e sia per la sua bellezza e per il suo fisico; resosi conto, però, di non riuscire a sconfiggere gli avversari più grossi di lui, Bob abbandonò il mondo della lotta per un po', sottoponendosi a una dieta e a un allenamento mirato per aumentare la propria massa corporea, conservando però la velocità. Alla fine, Bob riuscì nel suo scopo, e al suo ritorno sulle scene, per zittire i critici, Bob decide di iscriversi al Sesto Torneo di Tekken per mostrare a tutti le sue abilità. Tra l'altro Bob è l'unico personaggio di tutta la serie a non avere alcun legame con nessun altro personaggio (escluso Gon, di Tekken 3, che però è una guest star). In seguito è apparso in Tekken Tag Tournament 2 come DLC mentre la sua forma originale, quella magra, è stata inserita in un aggiornamento di Tekken 7.
È doppiato in inglese da Patrick Seitz.

### Lars Alexandersson
Lars è il figlio illegittimo di Heihachi Mishima, avuto da quest'ultimo e da una donna ignota durante una trasferta Svedese di Heihachi per affari: l'unico ad esserne a conoscenza è solo lo stesso Lars, e neanche Heihachi ne è a conoscenza. Lars, comunque, è un membro della Tekken Force, e anche dopo la promozione a generale continua a intervenire di persona nelle battaglie, diventando molto popolare tra i suoi subordinati. In Tekken 6, Lars è il protagonista del gioco, più in particolare della Modalità Campagna, dove insieme ad Alisa si avventura per sconfiggere Azazel, e alla fine riuscirà nell'impresa grazie al sacrificio di Jin. Sfortunatamente, Lars non riscosse molta popolarità tra i Fan, e già in Tekken 7 perse il ruolo di "protagonista", assumendo un ruolo secondario nella Storia Principale.

### Leo Kliesen
Leo Kliesen (レオ・クリーゼン?, Reo Kurīzen) è un ragazzo proveniente dalla Germania che partecipa al Sesto Torneo del Pugno di Ferro per vendicarsi di Kazuya Mishima, colpevole della morte della madre. Nel fumetto di Tekken, Leo è invece la guardia del corpo di Lili, il quale sostituisce Sebastian a causa di un mal di schiena.
Fin dal suo esordio, il sesso/genere di Leo non è mai stato specificato ed è stato lasciato intenzionalmente ambiguo dagli sviluppatori: di conseguenza, è a libera interpretazione. Alcune fonti online hanno creato vari fraintendimenti sulla questione, portando i fan a pensare che Leo fosse stato confermato come personaggio femminile: tra queste è compreso un presunto video di una première del film di Tekken: Blood Vegeance, tenutasi in Germania, dove il produttore Katsuhiro Harada avrebbe rivelato il nome completo di Leo. Tuttavia, in una live del 2012, Harada approfittò di una domanda di un suo fan per chiarire la questione: spiegò che durante le fasi iniziali di sviluppo, il personaggio doveva essere una ragazza tedesca di nome Eleonore Kliesen (エレオノーラ・クリーゼン?, Ereonōra Kurīzen). Una volta elaborati i primi design di Leo, questo concept (così come il nome) fu poi scartato in favore di un personaggio dall'aspetto neutro e dal sesso/genere sconosciuto. Oltre a ciò, il produttore commentò anche la difficoltà nel tradurre la biografia del personaggio in altre lingue, poiché in giapponese venivano coinvolti i pronomi neutri per riferirsi al personaggio, con l'aggiunta della ripetizione del nome Leo. A causa di vari errori di localizzazione, ha consigliato di affidarsi solo alla biografia in lingua originale.
Rispetto agli altri personaggi del gioco, Leo ha accesso a varie personalizzazioni sia femminili che maschili (anche se quest'ultime sono in numero maggiore). In Tekken Tag Tournament 2, infatti, Leo può indossare due costumi da bagno: uno maschile composto da una tenuta da surf che enfatizza i pettorali e uno femminile composto da un sensuale bikini che enfatizza le sue forme e il seno. In Tekken 7, tuttavia, le personalizzazioni maschili sono in gran lunga maggiori rispetto ai giochi precedenti: tra queste figurano dei baffi e un solo costume da bagno vintage maschile. 
È necessario notare, però, che in Tekken Comic (pubblicato sul sito Ultra Jump Egg), Leo è di sesso maschile.

### Miguel Caballero Rojo
Miguel Caballero Rojo (ミゲル・カバジェロ・ロホ?, Migeru Kabajero Roho) è un giovane ragazzo spagnolo, che ha sempre vissuto una vita travagliata, litigando con i suoi genitori e vivendo da solo sin dall'età di 15 anni, frequentando unicamente due persone: un suo conoscente, che eventualmente lo ospitava, e sua sorella, l'unica persona a cui Miguel volesse bene. Tuttavia, Miguel si ingelosisce quando scopre che la sorella ha una relazione, e arriva addirittura a spiare il matrimonio: resosi conto di essere accecato dalla gelosia, Miguel, sorridente, decide di abbandonare la cerimonia, ma proprio in quel momento una squadra di aerei da guerra bombarda la chiesa, uccidendo molti presenti, tra cui la stessa sorella di Miguel. Disperato, Miguel giura vendetta, e decide di vendicare la sorella uccidendo Jin Kazama, capo della Mishima Zaibatsu, creatrice degli aerei. Nel suo finale in Tekken 6, Miguel corre contro Jin Kazama, venendo circondato dai suoi uomini della Tekken Force, tuttavia riesce a sconfiggerli. L'aereo di Jin decolla, Miguel salta più in alto che può e cerca di prenderlo sfiorandolo per pochi centimetri e cade a terra, poi urla disperato.

Miguel Caballero Rojo in Tekken 6

In Tekken 7, Jin Kazama è stato dato per disperso dopo la sua sconfitta in Tekken 6, in seguito Miguel avrebbe continuato a girovagare in mezzo alle città distrutte dalla guerra tra la Mishima Zaibatsu e la G Corporation per cercare Jin e ucciderlo. Un giorno si trova davanti a sé un ragazzo incappucciato il quale non è altro che Jin, i due si scontrano, Jin è ancora indebolito per la sua battaglia precedente e ha la peggio. Miguel si sfoga a picchiare il ragazzo dicendogli che sua sorella è una delle vittime della Mishima Zaibatsu quando era comandata ancora da Jin: Miguel, pur avendo l'occasione di ucciderlo, lo risparmia in quanto sostiene che Jin non ha ancora sofferto abbastanza prima di morire.
Nel manga Tekken Comic, Miguel viene ricercato dalla Mishima Zaibatsu poiché aveva attaccato l'esercito della Tekken Force in tutta Europa. Su un aereo, ha uno scontro contro Bob il quale era stato incaricato di prenderlo. Continuano poi il loro combattimento su una strada di Osaka ed essendo sul punto di sconfiggere Bob, viene stordito da dei taser sparati da tre soldati della Mishima Zaibatsu. Asuka, Lili e Leo intervengono e li attaccano mettendoli al tappeto. Miguel poi partirà sul treno con l'aiuto dei tre ragazzi e di Bob.
È doppiato in inglese da Liam O'Brien.

### NANCY-MI847J
NANCY-MI847J è un robot super avanzato creato dalla Mishima Zaibatsu, per rivaleggiare con Jack-6, robot della G-Corporation. Nancy è uno dei personaggi più alti e pesanti della serie, e nella Storia di Tekken 6 viene distrutto da Raven. Così come Azazel, Nancy non è giocabile, mentre la si affronta nella Modalità Arcade subito prima di combattere contro Jin: un'eventuale sconfitta contro Nancy non impedisce di proseguire nella Modalità, ma sconfiggendola si ottiengono dei soldi. Nancy non può parare gli attacchi avversari, non può subire Juggle, e i colpi tolgono molto meno del solito, contro di lei, e proprio per questo è molto difficile da sconfiggere.

### Zafina
Zafina (ザフィーナ?, Zafīna) è una giovane donna egiziana, guardiana della tomba di Azazel, sulla quale la sua famiglia veglia da generazioni; dotata di immensi poteri spirituali, Zafina riuscì da sola a sconfiggere un esercito straniero che aveva tentato di rubare la tomba, e nella vita di tutti i giorni usa i suoi poteri come astrologa. In seguito, scopre che la tomba di Azazel rischiava di essere aperta a causa dell'imminente incontro tra Jin e Kazuya, e quindi si iscrive al Sesto Torneo per impedire che ciò accada. Tuttavia ciò è inutile dato che Azazel si risveglia comunque, ma viene alla fine sconfitto da Lars e ucciso da Jin. Per quanto riguarda l'aspetto, Zafina è una delle poche ragazze di Tekken, oltre a Miharu e Anna, a portare lo smalto: in genere è nero, sia sulle mani e sia sui piedi, ma in Tekken Tag Tournament 2 questi cambierà colore a seconda del bikini che le si mette.
È doppiata in inglese da Lisle Wilkerson.

### Alisa Bosconovitch
Alisa Bosconovitch (アリサ・ボスコノビッチ?, Arisa Bosukonobicchi) è un cyborg creato dal dottor Geppetto Boskonovitch, il quale l'ha creata basandosi su sua figlia. Svolge il ruolo di Bodyguard di Jin Kazama. Ha un ruolo fondamentale nella modalità Campagna in quanto aiuterà Lars a trovare Jin. Nel fumetto di Tekken, ella tenterà di uccidere Asuka poiché aveva colpito Jin Kazama durante la presentazione di un torneo, ma alla fine ci ripenserà poiché la ragazza aveva soddisfatto 3 condizioni e se ne andrà dicendo di non essere mai stata sotto controllo di Jin. Riapparirà alla fine dove fermerà lo scontro imminente tra Jin e Kazuya e saboterà i satelliti della Mishima Zaibatsu, facendo in modo che Jin e Kazuya facessero una tregua finché tutti i satelliti non fossero ripristinati. In Tekken 7, Alisa viene trovata da Lee Chaolan, il quale l'ha riparata dai danni riportati nel precedente torneo. In un primo momento lo considera un nemico (a detta di Lee non aveva finito di riparare i circuiti), ma poi si allea con lui, e quest'ultimo decide di portarla da Lars. Una volta arrivati, Alisa abbraccia Lars, salvo poi intuire dell'arrivo della Tekken Force guidati da Nina Williams, i quali vogliono recuperare Jin tenuto in "ostaggio" nei laboratori di Lee. Ingaggia uno scontro proprio con quest'ultima, riuscendo a sconfiggerla e a salvarsi prima che l'edificio esploda. Riappare verso la fine della storia, dove assieme a Lee e a Lars decidono il da farsi per fermare la guerra tra G Corporation e Mishima Zaibatsu.
È doppiata in giapponese da Yuki Matsuoka e in italiano da Gaia Bolognesi in Tekken: Blood Vengeance.

### Eliza
Donna vampiro apparsa in Tekken Revolution e in Tekken 7.

### Claudio Serafino
Claudio Serafino (クラウディオ・セラフィーノ?, Kuraudio Serafīno) è il Leader degli Arcieri Sirius, un gruppo di esorcisti, noti in Europa, che sconfiggono entità soprannaturali da tempo immemore. Sebbene il pubblico non conosca l'esistenza di questi misteriosi uomini, la Mishima Zaibatsu è sempre riuscita a rintracciarli e a pressarli con le loro richieste, in modo da formare un'alleanza. Dopo diversi tentativi, Claudio decide di investigare sulla potente corporazione, sebbene non sia ancora d'accordo nell'aiutare la Zaibatsu. Difatti, sarà proprio Heihachi, seguita da Nina, a raggiungere Claudio, in modo da convincerlo ad allearsi con lui ma questa volta con un combattimento corpo a corpo. Claudio ne esce sconfitto e quando Heihachi gli rivela che ambiscono allo stesso scopo, ovvero distruggere Devil, decide di allearsi con la Zaibatsu.
Diventato un suo alleato, Claudio rivela la presenza di un essere demoniaco, pensando che possa essere Jin. Non essendo quest'ultimo, l'esorcista incomincia a nutrire dei dubbi. Alla fine, quando Heihachi annuncia di non aver più bisogno di aiuto (e quindi neanche di Claudio), l'esorcista dimostra tutto il suo disprezzo nei suoi confronti. Non prima che Kazuya, trasformandosi in Devil, distrugga il satellite dove si trovava Heihachi.
È doppiato in italiano da Diego Baldoin.

### Akuma/Gouki
Akuma (悪魔?), in originale Gouki (豪鬼?, Gōki) è un personaggio storico della serie Street Fighter, nonché uno dei volti più rappresentativi dell'universo Capcom. È il solo tra i tre guest del gioco ad avere una storia canonica in Tekken 7. Anni addietro fu salvato da Kazumi Mishima durante una ignota situazione mortale. Il guerriero provando simpatia e gratitudine per la donna, vorrà sdebitarsi con lei. Kazumi gli chiese di uccidere suo marito Heihachi e il loro figlio Kazuya nel caso lei fallisse di ucciderli, poiché la donna sapeva che sarebbero diventati delle minacce per il mondo: Akuma accettò la proposta dichiarando di sdebitarsi con lei quando sarebbe arrivato il momento opportuno.
Difatti Akuma nel suo orgoglio di guerriero aspettò che Heihachi e Kazuya diventassero più forti per non ucciderli facilmente, Kazumi fu assassinata per mano di Heihachi. Akuma combatterà contro Heihachi e Kazuya affermando di essere in debito con Kazumi: Si reca prima da Heihachi riuscendo a sconfiggerlo, insieme distruggono un gruppo di robot Jack-6 inviati da Kazuya, poi Akuma dà il colpo di grazia a Heihachi, ma quest'ultimo sopravviverà. Poi va da Kazuya e lo mette alle strette nonostante questo usi persino la sua forma demoniaca, lo scontro tra lui e Kazuya viene interrotto da Heihachi che usa un satellite làser convinto di poterli uccidere.
Sopravvissuto all'attacco del satellite, Akuma si reca nel vulcano dove Kazuya e Heihachi si scontrano per l'ultima volta, Kazuya ne esce vincitore uccidendo il padre gettandolo poi nel magma, così Akuma rientra in scena determinato ad uccidere Kazuya, ma il risultato dello scontro rimane sconosciuto.
È doppiato in giapponese da Taketora.

### Geese Howard
Geese Howard (ギース・ハワード?, Gīsu Hawādo) è un carismatico e malvagio personaggio appartenente all'universo SNK. L'autore della serie Katsuhiro Harada affermò che gli è sempre piaciuto il personaggio volendo quindi inserirlo in Tekken 7. Tuttavia sia Geese che Noctis della serie Final Fantasy, non hanno un ruolo nella storia principale del gioco. Si può notare da alcune sue intro, che Geese nutre un forte interesse di annientare i Mishima e i Kazama, come pure di amare le sfide contro personaggi muniti di un certo potere, come ad esempio Akuma, Claudio e Devil Jin.
È doppiato in giapponese da Kong Kuwata.

### Gigas
Gigas (ギガース?, Gigāsu) è un uomo sottoposto ad esperimenti da parte della G-Corporation, egli è diventato un enorme bruto muscoloso e di colore rosso per essere una delle armi dell'organizzazione. Si tratta del padre adottivo della combattente ribelle ed insolente di nazionalità brasiliana Katarina Alves.

### Josie Rizal
Josie Rizal (ジョシー・リサール?, Joshī Risāru) È una ragazza filippina, il suo stile di combattimento è la kickboxe. Cresciuta come una bimba sensibile e poco fiduciosa di sé stessa, viene spinta dai genitori ad allenarsi nelle arti marziali diventando un prodigio del kickboxing pur restando una piagnucolona, tan'è che non riesce spesso a trattenere le lacrime. Non solo aspira a diventare più forte e sicura di sé, ma sognadi arruolarsi nella Tekken Force per aiutare i bisognosi.
È doppiato in inglese da Ananda Jacobs.

### Katarina Alves
Katarina Alves (カタリーナ・アウヴェス?, Katarīna Auvesu) è una ragazza ribelle, insolente e polemica. Una delle poche persone che l'ha sempre sopportata è il suo padre adottivo di cui ha perso le tracce, inscrivendosi quindi al torneo per poterlo rintracciare. L'uomo che ha sempre badato a lei non è altro che Gigas, una delle cavie della G-Corporation. Il suo stile di combattimento è il savate.

### Kazumi Mishima / Devil Kazumi
Kazumi Mishima (三島 一美?, Mishima Kazumi) è la defunta moglie di Heihachi e madre di Kazuya, la donna ha sempre avuto una grande simpatia e rivalità amichevole con Heihachi, i due si sposarono ed ebbero il figlio di nome Kazuya. Kazumi apparteneva al clan Hachijo, il quale ha sempre tenuto a bada il potere maligno conosciuto come gene diabolico o gene del diavolo, nonché di annientare diverse minacce.
Kazumi in un certo momento salvò la vita ad un guerriero di nome Akuma (Gouki è il nome originale), egli voleva sdebitarsi con lei per il favore, così Kazumi pensò che potevano uccidere Heihachi e Kazuya dal momento che lei sapeva che sarebbero diventati un serio pericolo, Akuma scelse di ucciderli quando sarebbe arrivato il momento opportuno, mentre che Kazumi ci provò immediatamente usufruendo del gene diabolico, ma perì nello scontro con Heihachi venendo uccisa nonostante il potenziale scatenato. È una donna dal viso perennemente truccati ed un'espressione calma e composta, con un neo sotto l'occhio sinistro ed una corporatura abbastanza gracile, con i capelli neri arrotolati all'indietro e una frangia che compare interamente la fronte ed due lunghe ciocche con dei fiocchi nei lati ed un abito tradizionale giapponese completamente bianco con dei ornamenti rossi ed dorati.
Kazumi viene descritta da Heihiachi come una madre amorevole, gentile e sensibile che ha una certa affinità con gli animali proprio come Heihachi (solo che lei familiarizza con le tigri), tuttavia quando la natura demoniaca prende il sopravvento, Kazumi diventa sadica e gli piace ridere delle disgrazie altrui e farà di tutto per adempiere alla sua missione per salvare l'umanità anche rinunciare all'amore che prova per Heihachi e Kazuya. 
Prima di fare il suo debutto in Tekken 7, era già apparsa nell'OAV Tekken - The Animation, dove viene vista in una foto su un ciondolo di Kazuya dove viene raffigurata con lui da piccolo in braccio ed viene menzionato da Heihiachi che afferma che lei è morta dando alla luce Kazuya.
È doppiata in giapponese da Yumi Hara.

### Lucky Chloe
Lucky Chloe (ラッキークロエ?, Rakkī Kuroe) è una famosa idol occidentale, che si dimostra all'apparenza come una fanciulla dolce e graziosa; in realtà è dispettosa e decisamente prepotente, come viene visto nel suo finale con Eddy e nel finale di Jack-7, di cui non si importerà minimamente delle sorti del povero cyborg. Amante della cultura giapponese, fin da bambina ha sempre adorato questo mondo e la sua passione è nata quando i suoi genitori la portarono ad una manifestazione sulle idol. Lavora per la G-Corporation e difatti, viene considerata come il volto popolare della società. Nonostante il successo, non è ben voluta dagli americani: ciò è dovuto al fatto che quando il personaggio venne presentato, ci fu un'accesa polemica da parte dei fan americani in modo da rimuoverla dal gioco.
È doppiata in giapponese da Hisako Kanemoto.

### Master Raven
Master Raven (マスターレイヴン?, Masutā Reivun) è la maestra di Raven, il ninja dei capitoli precedenti. Al contrario di Raven, lei usa una spada per combattere; è entrata in Tekken 7 per pareggiare i conti con Dragunov.

### Shaheen
Shaheen (シャヒーン?, Shahīn) è un combattente militare di nazionalità araba, combatte per cercar di vendicare la morte di un suo amico per mano della G-Corporation. Nutrirà dei dubbi sull'uccidere Kazuya, leader dell'organizzazione, ma quando vede che quest'ultimo è munito di un demone interiore, Shaheen decide di non risparmiarlo la prossima volta che lo incontrerà.

### Sebastian
Sebastian (セバスチャン?, Sebasuchan) è il maggiordomo di Lili. Apparso inizialmente come personaggio non giocabile nei finali della sua padroncina in Tekken 5: Dark Resurrection e Tekken 6, debuttò come giocabile in Tekken Tag Tournament 2 in un aggiornamento reso disponibile dal 9 ottobre 2012; qui fa utilizzo delle stesse mosse della ragazza. Inoltre è apparso assieme a Lili in Digimon World Re:Digitize dove ha come partner un Angemon.
È doppiato in francese da Serge Bourrier in Tekken Tag Tournament 2.

### Leroy Smith
Leroy Smith (リロイ・スミス?, Riroi Sumisu) è un personaggio della serie Tekken introdotto nel videogioco Tekken 7. È stato annunciato per la prima volta come nuovo personaggio di tale gioco durante l'EVO 2019 ed è incluso nel DLC "Season Pass 3" del picchiaduro. È uno degli ultimi personaggi giocabili pubblicati nel videogioco, insieme a Zafina e Lidia Sobieska. Entra a far parte del Torneo "The King of Iron Fist Tournament 7" , o chiamato come nel gioco, "Tekken 7", per sconfiggere la banda che uccise la sua famiglia a New York. Pur essendo cieco nell'occhio destro e pur avendo una certa età, ha la forza di un demone senza eguali: l'arte marziale che pratica è il Wing Chun, che inoltre, è la stessa con il quale il noto attore Donnie Yen ha praticato per interpretare il maestro Yip Man nella famosa serie cinematografica Ip Man. Tuttavia, non a caso, il personaggio di Leroy Smith, è ispirato all'attore cinese.
Leroy Smith possiede un pitbull terrier nero di nome Sugar, che può essere usato in battaglia.

### Fahkumram
Fahkumram è un leggendario lottatore thailandese di Muay Thai, caratterizzato da una stazza imponente e delle figure di Lichtenberg a ricordo di un fulmine che lo colpì da giovane. Padre e marito amorevole, verrà coinvolto in un brutto giro di incontri truccati e scommesse che lo porteranno a scontrarsi con i malavitosi e a finire arrestato. Il governo thailandese, composto da politici e agenti corrotti, decidono di far iscrivere il campione di Muay Thai al torneo poiché vedono la Mishima Zaibatsu e la G Corporation come delle minacce per il paese, anche se Fahkumram nutre grossi dubbi al riguardo e vorrebbe solo ritornare dalla sua famiglia e vivere una vita felice.

### Negan
Negan Smith è un personaggio guest di Tekken 7 proveniente dalla serie TV The Walking Dead. È munito di una mazza da baseball cinta da un filo spinato chiamata Lucille, in onore della ex moglie morta durante l'epidemia zombie.

### Lidia Sobieska
Lidia Sobieska è il primo ministro della Polonia nonché campionessa mondiale di karate, arrivando a vincere il torneo per sei volte di fila prima di darsi alla politica come fece la sua famiglia. Forte di carattere e sempre disposta a mettersi in gioco per il bene del suo paese, partecipa al torneo sperando di incontrare Heihachi Mishima con lo scopo di negoziare con lui per liberare la nazione dalle truppe della Mishima Zaibatsu.

### Azucena Milagros Ortiz Castillo
Azucena è una giovane combattente peruviana e testimonial di una marca di caffè sudamericano. Veloce, forte e molto simpatica e sorridente, partecipa al torneo di Tekken 8 proprio per far conoscere al resto del mondo il buonissimo caffè peruviano.

### Victor Chevalier
Victor è un elegante uomo d'affari proveniente da un'aristocratica famiglia francese. È il fondatore e leader delle Forze Indipendenti delle Nazioni Unite. Ha anche fondato l'Unità Raven. È un abilissimo spadaccino. In Tekken 8 è doppiato dall'attore Vincent Cassel.

### Reina Mishima
Reina è una delle tante figlie di Heihachi, ed è quindi sorellastra di Lars e Kazuya e zia di Jin. Combatte nell'ottavo torneo, dove risulta assente il padre. Molto agile e veloce, predilige il combattimento aereo.